# Население Раджастхана

Административное деление штата Раджастхан

Население индийского штата Раджастхан отличается наличием большого числа этнических, этнокастовых, кастовых и сословных групп, а также сильной приверженностью древним традициям, пережиточным формам религиозных, правовых и семейных институтов. Раджастханцы не являются единым этносом, этим названием всего лишь определяют всё население штата Раджастхан. Длительная региональная раздроблённость и социально-экономическая отсталость большей части жителей штата привели к тому, что ведущую роль в самосознании раджастханцев продолжает играть сословно-кастовая принадлежность. В деревенских панчаятах (советах) до сих пор главенствуют старшины высоких каст, кастовые организации оказывают значительное влияние на политические партии, а сама политическая или общественная активность заметна лишь в городах. Об угнетённости крупнейшей социальной группы Раджастхана — крестьянства — говорит и тот факт, что система «сагри» (долгового рабства) была запрещена законом лишь в 1961 году.
Раджастхан состоит из нескольких исторических областей (Аджмер, Брадж, Вагад или Вагар, Горвар или Годвар, Джайсалмер, Джангладеш, Дхундхар, Мальва, Марвар, Мевар, Меват, Хадоти и Шекхавати), частично совпадающих с границами современных семи дивизионов: Аджмера (округа Аджмер, Бхилвара, Нагаур и Тонк), Бхаратпура (округа Бхаратпур, Дхолпур, Караули и Савай-Мадхопур), Биканера (округа Биканер, Чуру, Ганганагар и Ханумангарх), Джайпура (округа Джайпур, Алвар, Джхунджхуну, Сикар и Дауса), Джодхпура (округа Джодхпур, Джайсалмер, Бармер, Джалор, Пали и Сирохи), Кота (округа Кота, Бунди, Баран и Джхалавар), Удайпура (округа Удайпур, Бансвара, Читторгарх, Пратапгарх, Дунгарпур и Раджсаманд). С северо-востока постепенно повышаясь к юго-западу по территории штата проходит один из древнейших горных хребтов Аравали (Аравалли), который разделяет Раджастхан на две зоны: восточную (около 40 % площади), где расположен основной массив обрабатываемых земель, и западную (около 60 % площади), где в пустынных и полупустынных областях сосредоточено скотоводство.

## История

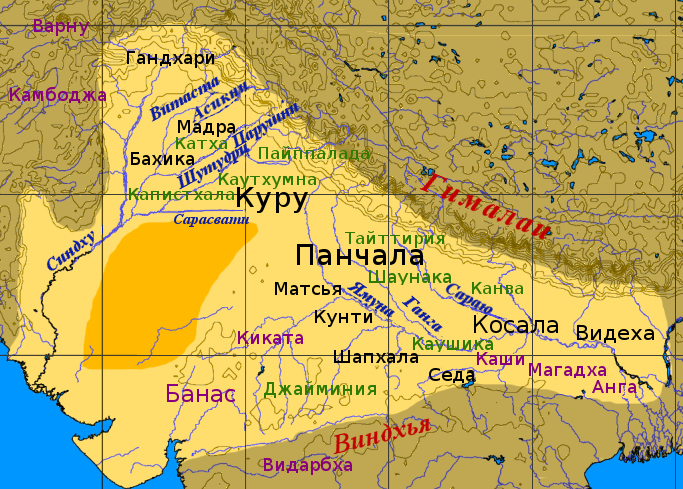
Северная Индия в ведийский период

На протяжении II тыс. до н. э. арии (арьи) несколькими волнами проникали с северо-запада на Индийский субконтинент (их прародиной считается юго-восточная Европа, в частности — территория современных Украины и юго-западной России, на которой существовали андроновская и срубная культурно-исторические общности). В состав ариев входило множество близких по культуре и быту племён и племенных союзов, говоривших на языках арийской группы древней индоевропейской семьи. Первых ариев можно условно разделить на две большие волны — раннюю или доведийскую, появившуюся на субконтиненте в первой половине II тыс. до н. э., и позднюю, которая считается создателем Ригведы (вторая половина II тыс. до н. э.). Для ранней волны было свойственно использование бронзы и меди, а в хозяйстве поздней волны ариев уже широко применялось железо. Обе волны ариев активно смешивались с автохтонными народами, говорившими на дравидийских и мунда языках, что приводило к образованию новых этнических групп. Территория современного штата Раджастхан как раз и является частью той древней области, где протекали первые процессы этого смешения. О заметном влиянии местного населения на пришлых ариев свидетельствует и повсеместное распространение среди последних ещё в ранний период веры в автохтонного бога Шиву и богинь-матерей.
Арии второй (так называемой ведийской) волны расселялись по западным землям Индо-Гангской равнины, которые были уже в значительной мере освоены ранними ариями (поздние арии были многочисленнее и расселялись значительно шире ариев первой волны). Несмотря на некую этническую общность, ведийские арии вытеснили первопришельцев вместе с автохтонами в сопредельные области и вскоре создали обширное государство Арьяварта («Страна праведных ариев»). Западная граница их владений проходила по реке Кабул, южная — по территории современного Раджастхана (до Гуджарата), восточная простиралась до долины Джамны (район Матхуры), северная — до склонов Гималаев; с северо-востока в состав «праведных» ариев были включены народы царства Матсья. Арьяварта делилась на более святую область Брахмаварта или «Страна Ригведы» (территория современных Панджаба, Харьяны и северного Раджастхана, с востока ограниченная рекой Гхаггар-Хакра) и менее святую Брахмариша (населённую матсья или ранними ариями), вокруг которых простирались земли «неправедных» народов, «не приносящих жертв». Тем «чистым» ариям, кто побывал за пределами Арьяварты, предписывалось заново проходить обряд посвящения. В первой половине I тыс. до н. э. арии проникли в области нижних притоков Джамны, юго-восточного Раджастхана и северо-западного Мадхья-Прадеш, где вошли в контакт с представителями древней культуры Банаса.
Арийские кшатрии закрепляли за своими родами захваченные земли, на которых становились правящим сословием. В ходе продвижения по северо-западной Индии кшатрии по ряду причин надолго задержались на территории современного Раджастхана. Во-первых, их миграции на юг и юго-восток сдерживало наличие труднопроходимых лесистых гор; во-вторых, кшатрии вели непрерывные войны с аборигенным населением, проживавшим вдоль этих гор (как автохтонным, так и оттеснённым сюда ранними ариями с территории Хараппской цивилизации). К середине I тыс. до н. э. сильнейшими царствами арийских кшатриев были Куру, Панчала, Шурасена (Шаурасена) и Матсья (последнее занимало современные округа Алвар, Бхаратпур, Джайпур и прилегающие к ним земли). Постепенно кшатрии превратились в многочисленную социальную прослойку, в состав которой включались как представители знати некоторых коренных народов, так и правящие круги следующих волн завоевателей (саков, тохаров и белых гуннов). Монархической форме правления предшествовали «ганы» или «джанапады» (республики), которыми управляли «сабхи» или «сангхи» (советы, состоящие из представителей семей кшатрийской знати). Соправителями и советниками кшатриев были брахманы, которые нередко вступали с ними в борьбу за власть.
Во второй половине I тыс. до н. э. кроме царства Матсья на территории современного Раджастхана существовали и другие государственные образования: республика Яудхейев (занимала северный Раджастхан и значительную часть Панджаба), республика Арджунаянов (южный сосед Яудхейев, охватывавший округ Джайпур), республика Кшудраков (соседи и союзники Малавов), республика Шиби (располагалась в округе Читторгарх). Восточные области Раджастхана входили в состав республики Шурасена (Шаурасена), а юго-восточные — в состав республики Аванти (в дальнейшем Аванти стала именоваться Мальва). В этот же период на северо-западе Индийского субконтинента появились большие группы сакских и тохарских племён, пришедшие из Средней Азии. Одна из ветвей тохаров основала Кушанское царство, наместники (кшатрапы) которого управляли большей частью территории Раджастхана. Ряд кшатрапов происходил из пришлой сакско-тохарской знати, которая постепенно индуизировалась, другие возвысились из числа местных кшатриев, ставших вассалами Кушанов. Те же из кшатриев, кто не нашёл себе места в новой иерархии власти, оказывали пришельцам активное сопротивление. Например, в I веке н. э. конфедерация царей под предводительством кшатрийского правителя Мальвы нанесла сакам чувствительное поражение и оттеснила их на крайний северо-запад Индийского субконтинента. В начале II века династия Сатаваханов андхрского происхождения отторгла от земель сакских кшатрапов из шиваитской династии Кшахаратов юго-восточную часть их владений. Во второй половине II века восстание против Кушанов в восточном Раджастхане подняли Яудхеи, которые объединили под своим началом все соседние земли, в том числе и Мальву.
В первые века нашей эры окончательно утвердилась практика обожествления местных царей, а также сложилась унификация их титулатуры (царь — раджа, его сын и наследник — раджапутра, ритуальная власть царя — раджадхарма, его светская власть — кшатра). Со временем сакско-тохарская знать, давно утратившая свой язык и письменность, приняла индуизм и влилась в сословно-кастовую систему местного общества (она стала одним из элементов варны кшатриев и признала брахманское верховенство). С конца III века кушанских кшатрапов стала теснить брахманская династия Вакатаков, захватившая власть в Бунделкханде. К IV веку кшатрийские (или кшатрийско-брахманские) республики повсеместно были вытеснены монархическим строем правления. В конце IV века территория бывшего Кушанского царства вошла в состав империи Гуптов, при распаде которой в конце V века местные правители из числа старых кшатрийских династий создали несколько независимых царств (династии Гурджаров-Пратихаров, Майтраков, Гарулаков, Каттачури). С V века начались вторжения обосновавшихся в Средней Азии белых гуннов, которые доходили вплоть до Мальвы. В VI веке центральный ареал гуннов переместился из области Пешавара в Панджаб, а их походы достигали уже Гуджарата (постепенно они, как и саки, усвоили письменность и религию местного населения, влившись в кшатрийско-брахманский пласт, а их династический род был признан одним из раджпутских родов). Местным князьям, как правило, позволяли сохранить свои земли при условии выплаты дани гуннам.

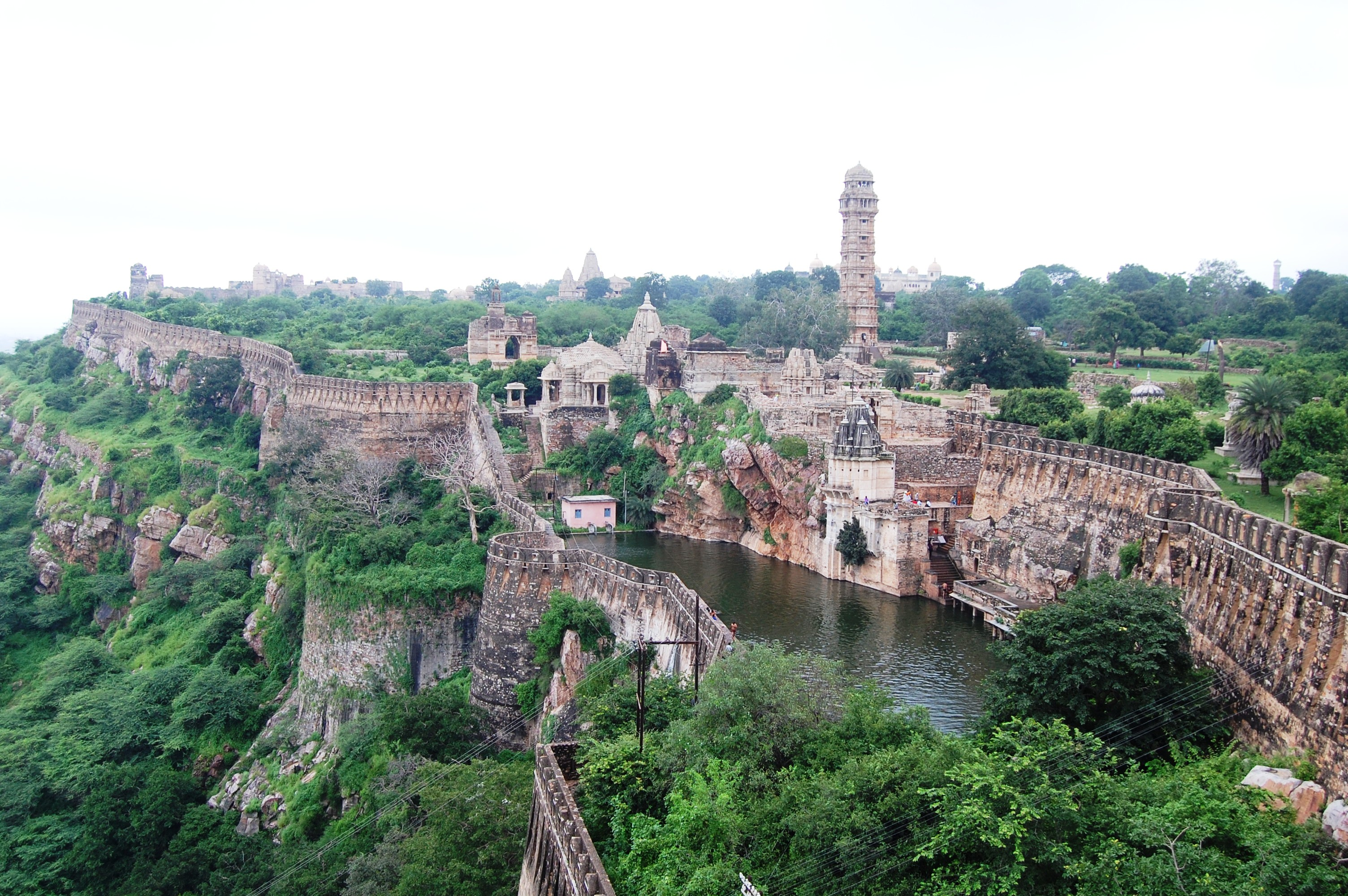
Крепость Читор (Читторгарх)

К VII веку наиболее влиятельными княжествами (или царствами) были Читор, Мевар и Гурджаратра. В начале VII века правитель династии Пушпабхути подчинил себе обширные земли, в том числе Мальву, но княжествам Раджпутаны удалось отстоять свою независимость. В начале VIII века раджпутские правители оказали сопротивление вторгшимся арабам и в ходе битвы за Раджастхан изгнали их за реку Инд. Победа над иноверцами возвысила раджпутскую династию Гурджаров-Пратихаров, которая правила на значительной части Гуджарата, Раджпутаны, Мальвы, Панджаба и в северной части Гангской равнины, и позволила окрепшим раджпутским родам (кулам) начать экспансию в земли Северной Индии (например, род Томаров обосновался в Дели). К X веку в результате непрерывных междоусобных войн наступило ослабление Пратихаров, чем воспользовались раджпутские кулы Чалукьев (Соланки), Чанделов (Чхандалов), Чауханов (Чахуманов), Гухилотов (Гохилов), Томаров, Парамаров и другие. В XI веке северо-запад Индии подвергся нашествию Газневидов, захвативших Панджаб и даже утвердившихся на время в северной части Раджпутаны (один из мусульманских наместников правил здесь в первой четверти XII века). Сменившие Газневидов Гуриды продолжили наступление на раджпутские княжества, сумев даже в конце XII века убить предводителя раджпутской коалиции из рода Чауханов (этот период в истории Индии известен как «раджпутский»).
После образования в начале XIII века Делийского султаната княжества раджпутов почти непрерывно вели бои с мусульманскими правителями, сделав знаменем своего сопротивления индуизм. Особенно упорно и героически оборонялись в начале XIV века раджпутские крепости Читор, Рантхамбхор, Джалор, Джодхпур и Джайсалмер (именно к этому периоду восходят массовые самосожжения женщин-раджпуток, отказывавшихся отдавать себя на поругание захватчикам). Но власть султаната не была прочной: повсеместно раджпуты поднимали восстания, истребляли гарнизоны врага и даже совершали походы на Дели. Правители небольших княжеств, не желавшие становиться данниками султанов, уходили со своими отрядами и придворными в леса и горы, где укрывались у вождей местных племён. Постепенное ослабление Делийского султаната и усиление влияния его наместников привело к тому, что в начале XV века в Гуджарате возник местный султанат, на севере занимавший часть Раджпутаны (почти до середины XVI века с ним активно воевали раджпутские правители Мевара, Джунагарха, Гирнара и других южных княжеств).

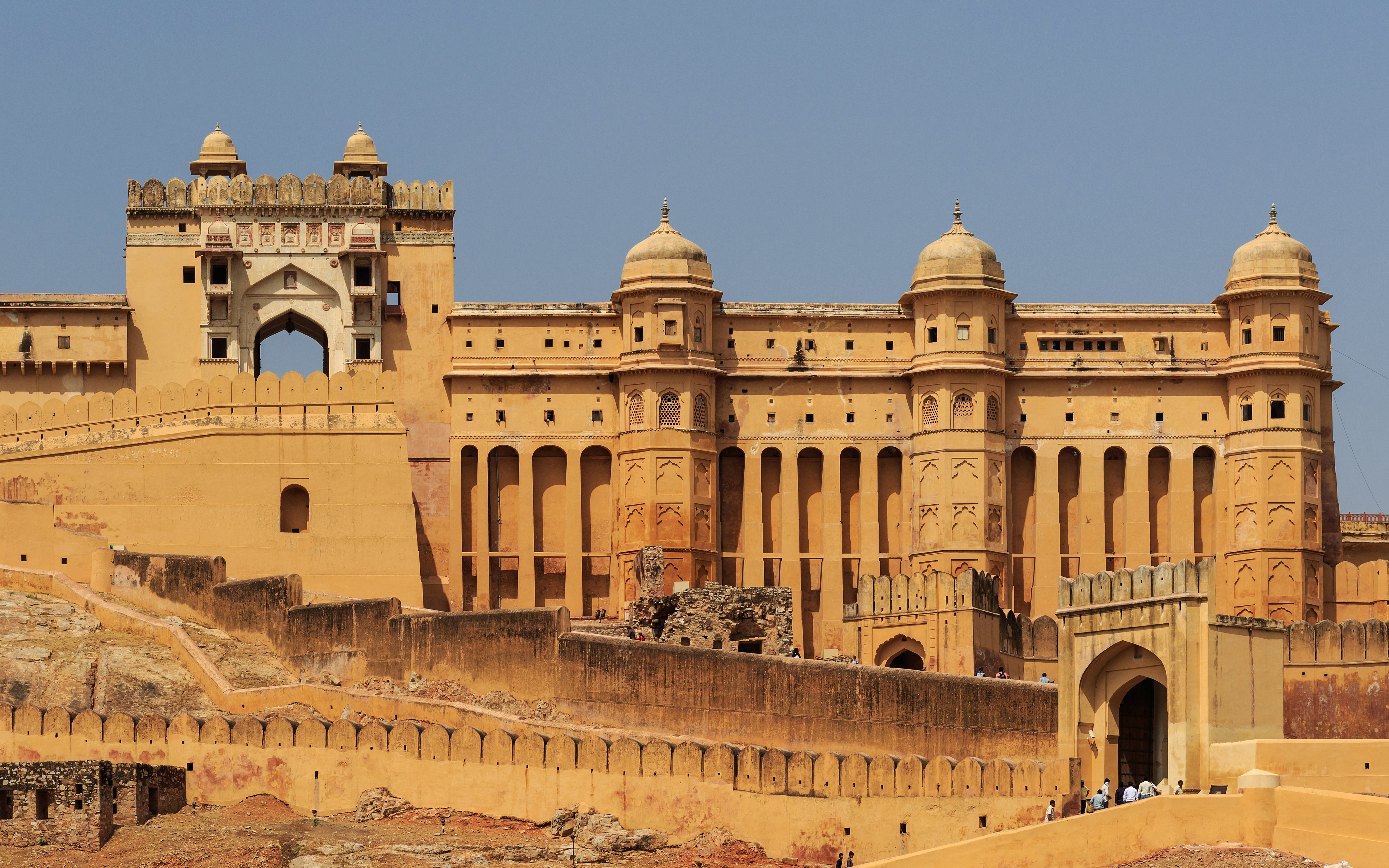
Крепость Амбер (2016)

Взошествие на делийский престол династии Великих Моголов (1526 год) возобновило активную борьбу раджпутских княжеств за свою независимость. Падишах Акбар, воспользовавшись сдачей правителя княжества Амбер, вторгся в глубь Раджпутаны и, преодолевая упорное сопротивление многочисленных крепостей, в 1568 году с огромными потерями вновь взял почти неприступный Читор. В правление веротерпимого Акбара многие раджпуты были привлечены к военной и придворной службе, получив взамен права заминдаров и джагирдаров. Однако, немалая часть малоземельных раджпутов превратилась в простых земледельцев. Акбар поощрял женитьбу знатных мусульман на дочерях раджпутских князей, и даже своего сына женил на сестре амберского правителя Ман Сингха. После длительного сопротивления падишах Джахангир в 1615 году всё же подчинил Раджпутану своей власти (договор о капитуляции подписал предводитель раджпутской коалиции, меварский правитель Амар Сингх, воины которого были вынуждены войти в состав армии Моголов). Раджпуты стали участвовать как во внешних походах Моголов, так и в междоусобных войнах падишахов, а часть их не прекращала борьбу с мусульманским владычеством.
В годы правления падишаха Шах-Джахана раджпуты активно участвовали на стороне Моголов в борьбе с маратхскими феодалами, но после восшествия на престол его сына Аурангзеба (1658 год), непримиримого борца с индуизмом, многие раджпуты отвернулись от власти. Их крайне возмущало разрушение храмов, введение налога на немусульман и ограничение доходов джагирдаров. Восстания раджпутов охватили Бунделкханд (что привело к созданию в начале XVIII века независимого княжества в Мальве), Марвар (где стычки продолжались до 1709 года) и Мевар, раджпуты прекратили службу в императорской армии. В начале XVIII века маратхи участили атаки на разрозненные княжества раджпутов, во многом мстя им за прежнюю поддержку Моголов. В 30-х годах Мальва и Бунделкханд вошли в орбиту маратхского государства, а в 50-х годах после нескольких походов на Раджпутану маратхи обложили данью многие княжества, включая Джайпур. Поражение от афганцев в 1761 году и начало британской экспансии вынудило маратхов ослабить нажим на раджпутские княжества, а в 1817 году англичане и вовсе добились от маратхов согласия на невмешательство в процесс установления дипломатических и торговых отношений с княжествами Раджпутаны. До 1823 года Британская Ост-Индская компания навязала всем княжествам договоры, согласно которым они признавали её суверенитет, обязывались платить дань, оказывать военную помощь и не вступать в какие либо отношения с другими государствами без согласия англичан, а те взамен гарантировали невмешательство во внутренние дела княжеств. В дальнейшем британцы стали активно привлекать раджпутов в свою колониальную армию, комплектуя ими даже отдельные части.

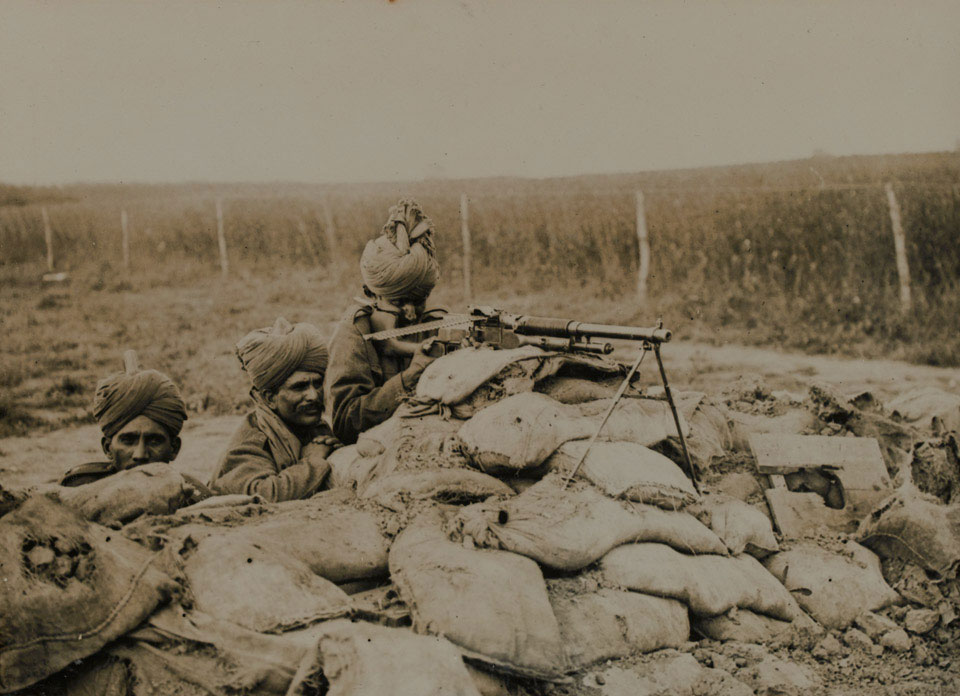
Раджпуты в составе британской армии (1914—1915)

В мае 1857 года вспыхнуло восстание сипаев, к которому примкнули и многие рядовые раджпуты. Осенью 1859 года мятеж был жестоко подавлен, британцы щедро вознаградили вставших на их сторону князей Раджпутаны, но исподволь стали стравливать их, справедливо опасаясь возможной консолидации раджпутов против колонизаторов. Промышленное развитие Британской Индии в конце XIX — начале XX веков почти не затронуло находившуюся в самоизоляции феодальную Раджпутану. Только члены торгово-ростовщической касты марвари активно включились в компрадорскую деятельность и прочно закрепились по всей Индии. Примирившиеся между собой князья богатели за счёт поборов с населения, отнимали земли у отсталых племён и всё более закабаляли крестьян, что нередко приводило к масштабным народным восстаниям. Абсолютное большинство населения княжеств было фактически оторвано от общеиндийских процессов и изменений, оно находилось в «коконе» безграмотности, религиозных и кастовых ограничений и предрассудков. Какие либо общественные или партийные организации, пытавшиеся закрепиться в Раджпутане, не получали значительной поддержки со стороны широких масс, находившихся в абсолютном информационном вакууме и полной зависимости от своих правителей. Британцы помогали князьям подавлять любое народное недовольство или свободомыслие, иногда провоцируя погромы на религиозной почве (как, например, в княжестве Алвар в 1932—1933 годах).
В конце британского правления Раджпутана представляла собой 19 (по другим данным — 22) формально независимых княжеств, находившихся под управлением князей-раджпутов, закабалённых отношениями протектората. В центре этих территорий на положении британской провинции находилось княжество Аджмер-Мервара. Свыше 60 % сельскохозяйственных земель принадлежало джагирдарам, ещё свыше 30 % — заминдарам. В 1949 году образовался Союз княжеств Раджастхана, президентом которого стал правитель княжества Джайпур. Лишь после интеграции в октябре 1956 года всех раджпутских княжеств бывшей Раджпутаны в состав Индии (а именно в состав новосозданного штата Раджастхан) сословные и кастовые различия подверглись некоторым изменениям, а князья были формально отстранены от политической власти в своих бывших владениях. В 60-х годах в сельской местности стали повсеместно открываться начальные школы, в городах постепенно развивались промышленность и сфера услуг. Быстрыми темпами росла доля городского населения (в 1901 году она составляла 14,1 %, в 1961 году — 16,3 %, в 1971 году — 17,6 %). Наиболее урбанизированными округами были Аджмер, Джодхпур и Джайпур. В 1971 году на тысячу мужчин в штате приходилось 911 женщин (в 1901 году — 905, в 1941 году — 906), что ниже общеиндийского показателя (в 1971 году — 930 женщин). Во второй половине 70-х годов жители до 14 лет составляли 43,5 % населения Раджастхана, от 15 до 29 лет — 23,1 %, от 30 до 44 лет — 16,8 %, от 45 до 59 лет — 11,3 %, от 60 лет и старше — 5,3 %.

## Современное положение
По состоянию на 2011 год население Раджастхана составляло 68,62 млн человек (в 2001 году — 56,5 млн, в 1991 году — 44 млн, в 1981 году — 34,26 млн, в 1971 году — 25,76 млн, в 1961 году — 20,15 млн, в 1951 году — 15,97 млн). Плотность населения (в 2011 году — 201 человек на 1 км², в 1901 году — 30 человек на 1 км²) сильно разнится: в пустынных, горных и лесистых областях она значительно ниже, чем в издревле земледельческих (например, согласно переписи 1971 года в Аджмере плотность равнялась 421 человек на 1 км², а в Пали — 78 человек, а согласно переписи 2011 года самым плотнонаселённым округом штата был Джайпур — 598 человек на 1 км², а самым редконаселённым — Джайсалмер — 17 человек на 1 км²). По состоянию на 2011 год наиболее населёнными округами Раджастхана были Джайпур (6,66 млн), Джодхпур (3,68 млн), Алвар (3,67 млн), Нагаур (3,3 млн) и Удайпур (3,06 млн), а крупнейшими городами штата — Джайпур (2,32 млн человек), Джодхпур (846,4 тыс. человек), Кота (695,9 тыс. человек), Биканер (529 тыс. человек), Аджмер (485,2 тыс. человек) и Удайпур (389,3 тыс. человек). Деревни западной зоны по своим размерам больше деревень восточной зоны, которые расположены более густо (в конце 80-х годов XX века среднее население западной деревни было 650 человек, восточной — 607 человек, горной деревни — 415 человек). В 2001 году уровень грамотности составлял 60,4 % (в том числе у мужчин — 75,7 %, у женщин — 43,9 %), тогда как десятилетием ранее — 38,5 % (в том числе у мужчин — почти 55 %, у женщин — 20,4 %). Наиболее грамотным был округ Кота (73,5 %), наименее грамотным — Бансвара (44,6 %). Согласно переписи 2011 года уровень грамотности составлял 67 % (в том числе у мужчин — 80,5 %, у женщин — 52,7 %). Из-за сохранения в сельской местности института ранних браков и ранней вовлечённости детей в хозяйственную деятельность посещаемость школ в целом невелика. Самая высокая рождаемость и самая низкая смертность наблюдаются в западной зоне Раджастхана (особенно в её северных областях), тогда как низкая рождаемость и высокая смертность характерны для горных областей на юге и юго-востоке штата, где значительную часть населения составляют «зарегистрированные племена» (потомки автохтонных народов).
В 2011 году в Раджастхане насчитывалось 244 техсила (в 2001 году — 241) и 44 672 деревни (в 2001 году — 41 353). В 2001—2011 годах темпы прироста населения составляли 21,44 %, а в 1991—2001 годах — 28,41 % (наибольший прирост — 32,55 % — зафиксирован в округе Бармер, наименьший — 10,06 % — в округе Ганганагар). В 2011 году дети до 7 лет составляли 18,85 % от всего населения штата (в 2001 году — 15,31 %); на 1 тыс. мужчин приходилось 926 женщин (в 1901 году — 905, в 1921 году — 896, в 2001 году — 921).

### Занятость и трудовые отношения
Согласно переписи 1961 года занятость среди членов «зарегистрированных каст» составляла около 50 % (женщин — около 40 %), среди членов «зарегистрированных племён» — около 57 % (женщин — более 51 %). Из среды «неприкасаемых» 63 % было учтено как земледельцы (женщин — свыше 68 %), 10,7 % — как сельхозрабочие (женщин — 11 %), 9,4 % занимались домашними промыслами, 1,9 % — лесных хозяйством, охотой и рыболовством. Около 87 % членов племён были заняты в земледелии, 2,8 % — в лесном хозяйстве, рыболовстве и охоте, 2,5 % — в сфере домашних промыслов. В конце 1980-х годов число работающих составляло 30—40 % населения штата, на каждого работающего в городах приходилось три неработающих (мужчины — от 40 до 55 % работающих, женщины — от 3 до 7 %), а в деревнях — двое (мужчины — от 52 до 65 % работающих, женщины — от 8 до 23 %). В сельском хозяйстве было занято до 58 % всех работающих мужчин и до 80 % всех работающих женщин; в числе сельскохозяйственных рабочих процент женщин (в основном из низких и низших каст) в три раза превышал процент мужчин. В округах, граничащих с Пакистаном (Ганганагар, Биканер, Джайсалмер и Бармер), значительный процент занятых составляют военнослужащие или лица, обслуживающие военные объекты. Сословие раджпутов до сих пор играет большую роль в формировании вооружённых сил Индии — в личном составе армии они занимают второе место после панджабцев. По состоянию на 2001 год среди членов «зарегистрированных каст» 43,8 % были земледельцами, 20,7 % — сельскохозяйственными рабочими и подсобниками, 3,4 % были заняты в надомной промышленности; среди членов «зарегистрированных племён» 69 % были земледельцами, 14,1 % — сельскохозяйственными рабочими и подсобниками, 0,7 % были заняты в надомной промышленности.
В Раджастхане до сих пор сильны позиции древней системы отношений между работодателями (джаджманами) и работниками (каминами или пурджанаями). В течение многих веков эта система «джанджамани» («джаджамани» или «аал») связывала взаимным обменом товарами и услугами все касты, причём высокие касты всегда сохраняли статус джаджманов, а более низкие — каминов. В штате существуют три вида системы: низкие касты обслуживают более высокие и получают за это товарами или деньгами; отдельные касты обмениваются между собой определёнными услугами; некоторые высокие и средние касты оказывают услуги (обычно ритуально-религиозного характера) низким кастам, получая взамен товары или деньги (но это не считается трудом каминов, то есть они выполняют эти услуги не в порядке обязательности). Система «джанджамани» — это не привычный нашему пониманию расчёт за выполненную работу, а скорее компенсация за услуги одних каст другим по принятым нормам, возмещение услуг и товаров в рамках замкнутой общины. Эта система в значительной мере консервирует натуральное хозяйство в деревенской общине (в городах преобладает денежное вознаграждение).

## Этнические, сословные и кастовые группы
Племена («зарегистрированные племена» или малые народы), связанные своим происхождением с древнейшими пластами автохтонного населения, расселены по лесистым склонам гор и холмов в южных и юго-восточных округах штата. Часть племён ведёт кочевой или полукочевой образ жизни, обмениваясь с оседлыми раджастханцами товарами или услугами. В большинстве своём члены племён малограмотны и экономически отсталы. По состоянию на 1971 год они составляли более 11 % населения Раджастхана (или более 3 млн человек). Например, в южных районах округа Джайпур, в округах Савай-Мадхопур и Сирохи, в южных районах округа Пали племена составляли более 25 %, 22,7 %, 21,5 % и 14 % всего населения соответственно, а в округах Нагаур и Джодхпур — 0,16 % и 2,1 % соответственно.
По состоянию на 2001 год в Раджастхане насчитывалось почти 7,1 млн членов «зарегистрированных племён» (12,6 % от всего населения штата), в том числе мина — почти 3,8 млн, бхилов (включая бхил-грасиа, дхоли-бхилов и других) — более 2,8 млн, грасиа (за исключением раджпутов грасиа) — более 230 тыс., дамор (дамариа) — почти 84,5 тыс., дханка, тадви и тетариа — более 77 тыс., сахариа — более 76 тыс., бхил-мина — более 10 тыс., наяка (включая чоливала-наяка) — более 5 тыс., катходи и каткари (включая дхор-катходи) — почти 3 тыс., пателиа — более 1 тыс. Почти 95 % членов «зарегистрированных племён» проживало в сельской местности. Наибольшая их концентрация наблюдалась в округах Бансвара (72,3 % всего населения), Дунгарпур (65,1 %) и Удайпур (47,9 %), наименьшая — в округах Нагаур (0,2 %) и Биканер (0,4 %). На 1 тыс. мужчин приходилось 944 женщины (у дамор — 997, а у дханка — 923). Уровень грамотности у членов «зарегистрированных племён» составлял 44,7 % (в 1991 году — 19,4 %, в 1961 году — около 4 %), при этом у мужчин он равнялся 62,1 % (в 1991 году — 33,3 %), а у женщин — 26,2 % (в 1991 году — 4,4 %). Наибольший уровень грамотности был у дханка (61,8 %), наименьший — у грасиа (30,7 %).
Правительственные органы страны и штата предоставляют «зарегистрированным племенам» социальные и экономические льготы, в том числе квоты на обучение и трудоустройство в госсекторе, резервируют за ними места в избираемых органах власти, финансируют строительство посёлков и выделяют землю, но нередко между общинами вспыхивает ожесточённая борьба за доступ к преференциям. Иногда противостояние выливается в кровопролитные беспорядки, погромы и столкновения с полицией.
Также среди раджастханцев немало членов «зарегистрированных каст» (обычно называемых далитами, хариджанами, ачхутами и относимых к «неприкасаемым»). Как и члены «зарегистрированных племён», бывшие «неприкасаемые» реже остальных жителей штата отдают детей в начальные и средние школы, среди женщин и детей из низших каст высок процент занятости тяжёлым и вредным трудом. Значительная часть «неприкасаемых» происходит из отдельных племенных групп, а некоторые племена в последующих переписях населения уже числятся как касты. Согласно переписям 1961 и 1971 годов в округе Бхилвара члены «зарегистрированных каст» составляли 24,5 % и 15,8 % всего населения соответственно, в округе Сирохи — 21,5 % и 16,7 %, в округе Савай-Мадхопур — 21 % и 21 %, в округе Джайпур — 19 % и 10 %, в округе Нагаур — 17,5 % и 17,4 %, в округе Пали — 14 % и 15,1 %, в округе Джодхпур — 12 % и 13,4 %, в округе Аджмер — 10 % и 17,3 % (существенные различия в процентах, наблюдаемые за данное десятилетие, могут быть объяснены как миграцией населения внутри штата и за его пределы, так и изменением методики причисления той или иной касты к категории «зарегистрированных»). В городах процент «неприкасаемых» был ниже, чем в сельской местности (данные за 1971 год): в Джайпуре — 11 %, в Пали и Алваре — 13 %, в Кишангархе — 14,7 %, в Гангапуре и Аджмере — 18 %. В 1961 году члены «зарегистрированных каст» составляли 16,4 % населения Раджастхана, в конце 80-х годов XX века — около 17 % (среднеиндийский показатель равнялся 14,7 %), а вместе с «зарегистрированными племенами» — 28 %.
По состоянию на 2001 год в Раджастхане насчитывалось почти 9,7 млн членов «зарегистрированных каст» (17,2 % от всего населения штата). Крупнейшими кастами были чамар (более 2,465 млн), мегхваль (более 2,06 млн), берва (более 930 тыс.), тхори (более 650 тыс.), балай (более 640 тыс.), коли (более 450 тыс.), бханги (более 375 тыс.), кхатик (330 тыс.), баори (более 290 тыс.), дхоби (более 150 тыс.), маджхаби (более 130 тыс.), сургара (более 110 тыс.), дхоли (более 100 тыс.), дханук (почти 95 тыс.), кальбелья (более 75 тыс.), гаварья (более 60 тыс.), баварья (более 60 тыс.), санси (более 60 тыс.), сальви (почти 60 тыс.), мехар (более 50 тыс.). Почти 80 % членов «зарегистрированных каст» проживало в сельской местности. Наибольшая их концентрация наблюдалась в округах Ганганагар (33,7 % всего населения), Ханумангарх (26,1 %) и Караули (23,2 %), наименьшая — в округах Дунгарпур (4 %), Бансвара (4 %) и Удайпур (6 %). На 1 тыс. мужчин приходилось 913 женщин (у чамаров — 895, а у баори — 944). Уровень грамотности у членов «зарегистрированных каст» составлял 52,2 % (в 1991 году — 26,3 %, в 1961 году — 6,5 %), при этом у мужчин он равнялся 69 % (в 1991 году — 42,4 %), а у женщин — 33,8 % (в 1991 году — 8,3 %). Наибольший уровень грамотности был у касты кхатик (64,4 %), наименьший — у баори (37,6 %).

### Раджпуты

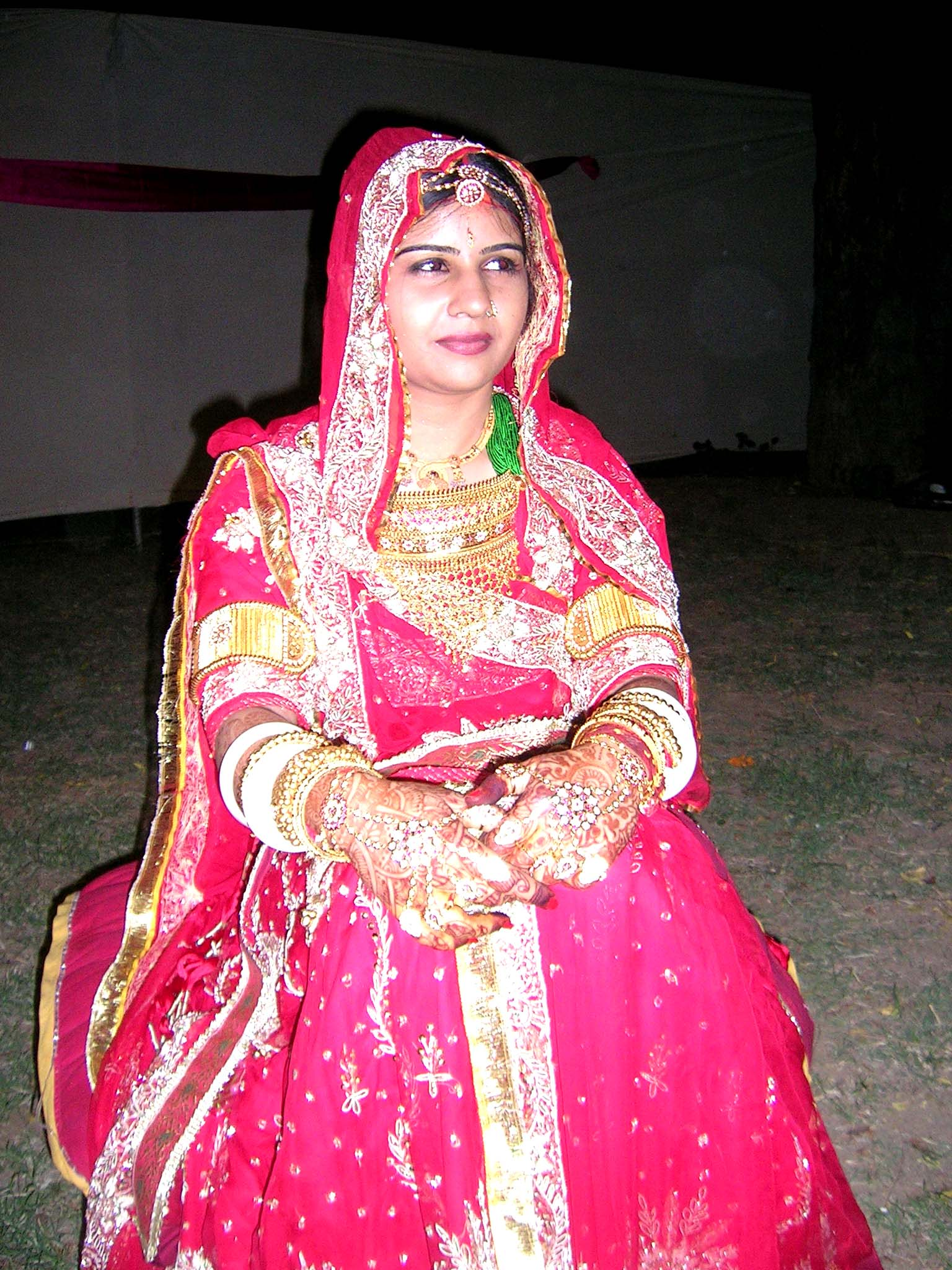
Женщина из группы раджпутов (2006)

Происхождение воинского и землевладельческого сословия раджпутов до конца не выяснено. По одной из версий они ведут свою родословную от варны древних кшатриев, по другой — произошли от белых гуннов и гурджаров, которые были ассимилированы местным населением и постепенно распространились по всей Северной и частично Восточной Индии (небольшие группы раджпутов североиндийского происхождения существуют и в Южной Индии). Раджпуты стали тем историческим ядром, вокруг которого образовывалась этническая общность раджастханцев и на которое ориентировались все остальные этнические группы местного населения. На протяжении всей истории раджпуты позиционировали себя как главные защитники индуизма и брахманов, они выступали основной силой, покорявшей и частично ассимилировавшей аборигенные народы, но также и впитывавшей обычаи и культы автохтонов. Зависимость населения от стойкости и отваги раджпутов в борьбе со внешними врагами воспитала умение народа сплачиваться вокруг раджпутов, поддерживать их в боях, гордиться их победами и чувствовать свою сопричастность к этому (нигде больше, кроме Раджпутаны, не наблюдается такого отношения простолюдинов к своим владыкам и эксплуататорам). Раджпуты оказывали огромное влияние на все стороны социальной и культурной жизни народа, они способствовали росту патриотизма и формированию национального самосознания раджастханцев. Раджпуты являются однородным сословием и не делятся на касты, браки заключают между равными по богатству и социальному положению группами (исключение составляют обедневшие раджпуты, поневоле включённые в кастовую структуру своих деревень и сблизившиеся с подобными им по статусу кастами).
В ранних арийских республиках основатели правящих кшатрийских родов именовались раджами, их прямые потомки — раджанья, а все остальные кшатрии — раджан. Определение кшатриев как «раджапутра» («сыновья царей») началось в эпоху, когда эта варна утвердилась в качестве правителей первых монархических государств (конец I тыс. до н. э. — начало I тыс. н. э.), но слово «раджпут» появилось лишь в эпоху феодализма. Важную роль в формировании раджпутского сословия сыграла воинская знать саков, тохаров, гурджаров и белых гуннов, слившаяся с пластом потомков арийских кшатриев. Ещё в VII—VIII веках раджпуты активно смешивались и с коренными народами (в основном с бхилами, мина и мёда). Главными идеологами адаптации религиозных и правовых норм пришельцев и частично автохтонов к стандартам индуизма выступали брахманы. Иногда по различным соображениям в состав раджпутов включались представители других, более высоких и низких варн — брахманы и вайшьи. Процесс сложения раджпутов как воинского и феодально-землевладельческого сословия в основном завершился к XIII веку, после чего барды-летописцы стали систематизировать историю раджпутских родов и возводить их к одной из трёх великих династий (ванш или вамш).
В ходе исторической трансформации из основной массы раджпутов выделились 36 наиболее сильных патронимических родов-кулов (династий, кланов или «рас»). По разным источникам, в их состав входили такие кулы, как Ахир, Багхела, Бала (Балла), Биргуджур (Баргуджар), Бхатти (Бхати), Гаур, Гохил (Гухилот), Гхервал, Дабхи (Дабхиа), Дахима, Дахирья, Дахья, Деора, Джат (Гета), Джойха, Джхала (Маквахана или Макхвахана), Дор (Дода), Калчхорак (Калачхория), Катти, Кушваха (Кхушваха или Качваха), Мохил, Никумбха (Никумпа), Панвар, Парихара (Пратихара или Притихара), Прабхакар, Прамара (Парамара или Повар), Раджпали (Раджпалака), Ратхор (Ратхода), Сенгар, Сикервал, Силар (Сулар), Сисодиа, Сурья, Так (Такшак), Томар (Туар или Тунвар), Хара, Хул, Хун, Чалукья (Соланки), Чандра, Чаухан, Чхавара, Шекхават, Яду (роды подразделяются на многочисленные боковые и младшие ветви — линиджи). Кроме того, раджпуты делятся на более древнюю Лунную (Чандраванша или Чандра-банси), менее древнюю Солнечную (Сурьяванша или Сурадж-банси) и самую молодую Огненную (Агниванша, Агни-банси или Агни-кула) династии. Лунная династия, произошедшая от ранних ариев, в свою очередь, делится на две линии — Ядавов и Пауравов (от последних произошла славная династия Матсья). Кшатрийскими царями, правившими на Гангской равнине (то есть за пределами изначальной Арьяварты), были уже представители Солнечной династии, продвигавшиеся на восток от первоначального арийского ареала (хотя правящая семья княжества Мевар в Раджпутане — Сисодия — тоже относила себя к «солнечным» раджпутам). Относительно малочисленная Огненная династия происходит от кшатриев, посвящённых в эту варну из среды военной знати автохтонных народов. Существует ещё небольшая четвёртая, неканоническая Змеиная династия (Нагаванша или Нага-банси).
К «солнечным» раджпутам принадлежат Сисодия, Кушвахи, Ратхоры, Гохилы, Шекхаваты, Биргуджуры, Никумбха, Джхала, к «лунным» — Яду (Ядавы или Джаду), Томары, Бхати, Дахья, Джойха, к «огненным» — Прамара, Чауханы, Парихара, Соланки, Багхела, Деора, Хуны, Доры. До наших дней некоторые раджпутские кулы имеют большое влияние в ряде исторических областей Раджастхана — Кушвахи в Дхундхаре (округа Джайпур, Дауса, Тонк, Савай-Мадхопур и часть Караули), Шекхаваты (ветвь Кушвахов) в Шекхавати (округа Джхунджхуну, Сикар, части Чуру и Нагаура), Хара (ветвь Чауханов) в Хадоти (округа Бунди, Кота, Баран и часть Джхалавара), Ратхоры в Марваре (округа Джодхпур, Бармер, части Джалора, Пали и Нагаура) и Джангладеше (округа Биканер, Ганганагар, Ханумангарх и часть Чуру), Сисодиа в Меваре (округа Удайпур, Раджсаманд, Бхилвара и часть Читторгарха), Вагаде (части округов Дунгарпур и Бансвара) и Мальве (части округов Джхалавар, Читторгарх и Бансвара), Деора (ветвь Чауханов) в Годваре (округ Сирохи, части Джалора и Пали), Прабхакары в Мевате (округ Алвар и части Бхаратпура, Дхолпура и Караули), Бхатти в Джайсалмере (округ Джайсалмер), а также джатский род Синсинвар в Брадже (часть округа Бхаратпур). Эти кулы переоборудуют свои дворцы и крепости в музеи и шикарные отели, а также продолжают оказывать влияние на местную политику.
Основной религией раджпутов является шиваизм и шактизм (почти все «лунные раджпуты» исповедуют шиваизм, большинство «солнечных раджпутов» — более поздний вишнуизм). Поклонение предкам и Луне (Соме) как источнику дождя и семени было характерно всем индоевропейским народам. После прихода древних ариев в ареал Хараппской цивилизации произошло смешение их культов с бытовавшим здесь поклонением Рудре-Шиве и священному быку, что в итоге трансформировалось в современный шиваизм. Поздние арии (создатели Ригведы) считали ариев первой волны и породнившихся с ними автохтонов (объединённых почитанием Луны) неистинными и неправедными ариями. У ведийских ариев главными в пантеоне были Индра (бог гроз и войны) и Агни (бог огня), что со временем переросло в почитание Солнца (Сурьи) и замену лунарного календаря солярным. Постепенно в среде арийских кшатриев и сменивших их раджрутов произошла унификация основных правил и обычаев. Раджпуты не должны принимать пищу и воду из рук «неприкасаемых», пользоваться чужой посудой, касаться плуга, играть в кости и другие азартные игры, ругаться и злоупотреблять спиртным. У них не допускается повторное замужество вдов, плата выкупа за невесту, участие женщин в трудовом процессе вне дома. Раджпуты обязаны строго изолировать семейный очаг, носить священный шнур и внешне соответствовать своему эталону (большой тюрбан, пышные усы с закрученными вверх кончиками, разделённая надвое борода). Чась раджпутов в эпоху средневековья приняла ислам (они известны как «мусульманские раджпуты» или «мусульманские сипаи» и фактически отделились от своих родов в отдельные готры).
Раджпуты всегда были во главе своих подданных, диктуя им нормы социальных отношений и религиозно-ритуального поведения в русле индуизма. С периода раннего Средневековья их жизнь стала моделью для подражания, население Раджпутаны усваивало некоторые поведенческие предписания раджпутов и давало своим родовым группам имена раджпутских родов (до сих пор многие кастовые и этнокастовые группы во время переписей именуют себя раджпутами). В эпоху феодализма раджпутские кулы, образовавшиеся по наследственной линии либо путём слияния одинаковых по положению семейств, играли ведущую роль на уровне княжества, округа или района. Главы кулов и линиджей отвечали за оборону земель, сбор налогов и поддержку политики центральной власти. Сильные линиджи правили на территории, охватывавшей несколько талуков, слабые — в отдельной деревне. Численность кулов и линиджей также разнилась, например, в составе рода Чауханов в начале XX века насчитывалось свыше 450 тыс. человек и множество линиджей. Генеалогия главных 36 кулов прослеживается на 70—80 поколений, а линиджей — на 6—8 поколений (часто генеалогия группы играет более важную роль, чем богатство или размеры подвластной территории). В составе каждого главного кула есть более высокие и низкие линиджи, которые иногда даже запрещали взаимные браки (в пределах кула все линиджи экзогамны). Как правило, захватом новых земель и последующей ассимиляцией местного населения занимались младшие члены линиджей, которые таким образом основывали свои территориальные группы. Влияние раджпутского сословия резко упало после принятия земельных законов 1952 и 1959 годов, которые существенно урезали их права как крупных землевладельцев. Те раджпуты, которые не смогли сохранить контроль над крупными наделами и опустились до положения рядовых земледельцев, потеряли прежнюю престижность своих позиций.

### Мина
Мина считаются одним из автохтонных народов («зарегистрированных племён»), который в ведийский период смешался с легендарными матсья, а в дальнейшем был частично ассимилирован поздними ариями и утратил свой язык. По одной из версий, название племён мина произошло от древней касты рыбаков (слово «мина» означает «рыба») или от рыбы как тотема этого народа. В древности мина населяли горы от Аджмера до Джамны (по другим данным, от Нарбады до Джамны) и поклонялись богине-матери Амбе (Гхатта Рани). Как и бхилы, мина боролись против экспансии раджпутов даже в средние века. В XII веке основные земли мина были захвачены раджпутами рода Кхушваха, а в XVI веке раджпуты были вынуждены пойти на союз с Моголами в борьбе с непокорными мина. В результате завоеваний и ассимиляции большая часть мина смешалась с раджпутами (особенно из рода Кхушваха), приняв их обычаи и имена кулов, а чистые мина (усара) были оттеснены в отдалённые области. В княжестве Джайпур (Амбер), где в XIX — начале XX века мина были крупнейшей этнической группой, представители их знати занимали высокие должности при дворе князя, а многие мина служили в раджпутских и колониальных войсках. В тот период они делились на 32 группы, носившие имена раджпутских родов. Также мина делятся на две эндогамные группы (касты) — зажиточных кхетор или барагаон (землевладельцы и крестьяне) и бедных чоукидар (сторожа, посыльные и воры), которые в свою очередь делятся на экзогамные готры. По закону 1924 года чоукидар были включены в состав криминальных племён, но по аналогичному закону 1959 года их положение было смягчено, что позволило части группы также заняться земледелием. Основными занятиями современных мина являются земледелие, батрачество и скотоводство, а также охрана земель. Согласно переписи 1961 года в Раджастхане насчитывалось свыше 1,15 млн мина, а в 2001 году — почти 3,8 млн. Основная их часть была сконцентрирована в округах Дхолпур, Бхаратпур, Савай-Мадхопур, Караули, Дауса, Алвар, Джхунджхуну, Сикар, Тонк и Чуру.

### Бхилы

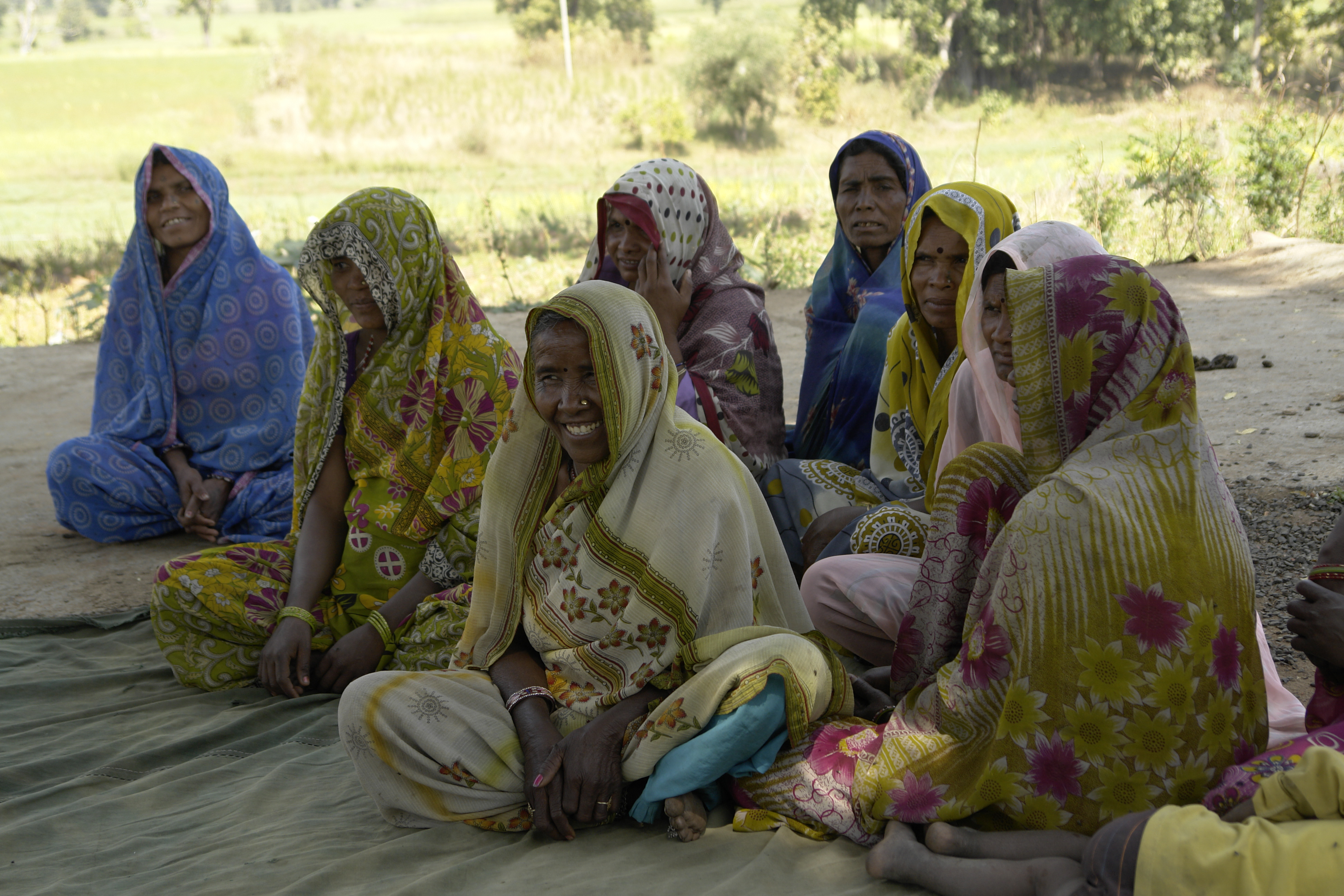
Женщины из группы бхилов (2010)

Бхилы считаются одним из автохтонных народов («зарегистрированных племён») и проживают в горных областях на стыке границ Раджастхана, Гуджарата и Мадхья-Прадеш (лесистые районы южных отрогов Аравали, в том числе названный их именем округ Бхилвара). Слово «бхил» связывают с дравидийским словом «бил», что означает «лук» (бхилы на протяжении всей своей истории славились как прекрасные лучники). Они говорят на языке бхили (в начале 1960-х годов в штате насчитывалось более 830 тыс. его носителей), часть — на диалекте нимари. Традиционные занятия бхилов — батрачество, плетение корзин, исполнение музыки на ярмарках, охота (основным орудием традиционно служит лук) и рыболовство. Бхилы живут как в своих деревнях, так и на положении «зарегистрированных племён» или низких каст в отдельных кварталах смешанных деревень. Бхилов (или филлитов) упоминал в своих трудах ещё Птолемей, как нишады или анаса («безносые») они часто встречаются в древнеиндийской литературе. Ещё в глубокой древности бхилы подверглись интенсивной ассимиляции со стороны ариев, утратив свой язык, относившийся к ветви мунда. Более всего шло смешение бхильской воинской верхушки и кшатрийско-раджпутской знати, но и рядовые раджпуты активно смешивались с бхилами, особенно в период мусульманских вторжений, когда многие раджпуты были вынуждены бежать в горы и леса. Ряд правителей из среды бхилов или их потомки основывали независимые княжества, к примеру, царство Нарвар (Найшадха) в конце III века или княжество Дхундхар (Джайпур) в X веке. К нишадам (предположительно бхилам) возводили себя сильнейшая династия князей Амбера и влиятельный раджпутский род Кхушвахов. Издревле мужчины-бхилы служили в войсках раджпутов и совместно с ними противостояли мусульманской экспансии или участвовали в раджпутских междоусобицах. Нередко бхилы под предводительством своих князей воевали и с раджпутами, отстаивая свои земли. На покорённых территориях бхилы либо вели затворнический образ жизни в своих лесных деревнях, либо превращались в низкокастовых сельских жителей, а их князья или платили дань раджпутам, или со своими дружинами шли к ним на военную службу. В княжествах южной Раджпутаны существовал обычай, по которому князь мог взойти на престол лишь при условии, что бхил своей кровью наносил ему на лоб священный знак. В 1825 году британцы сформировали первый бхильский полк. В 1881 году бхилы подняли восстание против князя Удайпура, обложившего их непомерными податями (они отстояли свои земли, добились отмены ряда откупов и даже получили право взимать пошлины с проходивших караванов). Бхилы делятся на две группы — калипарадж («чёрные») и уджалипарадж («белые»), исторически разнящиеся степенью их ассимиляции индоариями. Ряд бхильских родов носит имена раджпутских династий, что свидетельствует об их смешении в древности. Такие группы бхилов, как пателия и бхилала, стоят выше основной массы бхильского населения (они сильно смешаны с раджпутами и придерживаются обычаев высоких каст). По состоянию на 2001 год основная часть бхилов была сконцентрирована в округах Бармер, Джайсалмер, Джодхпур и Раджсаманд.

### Джаты

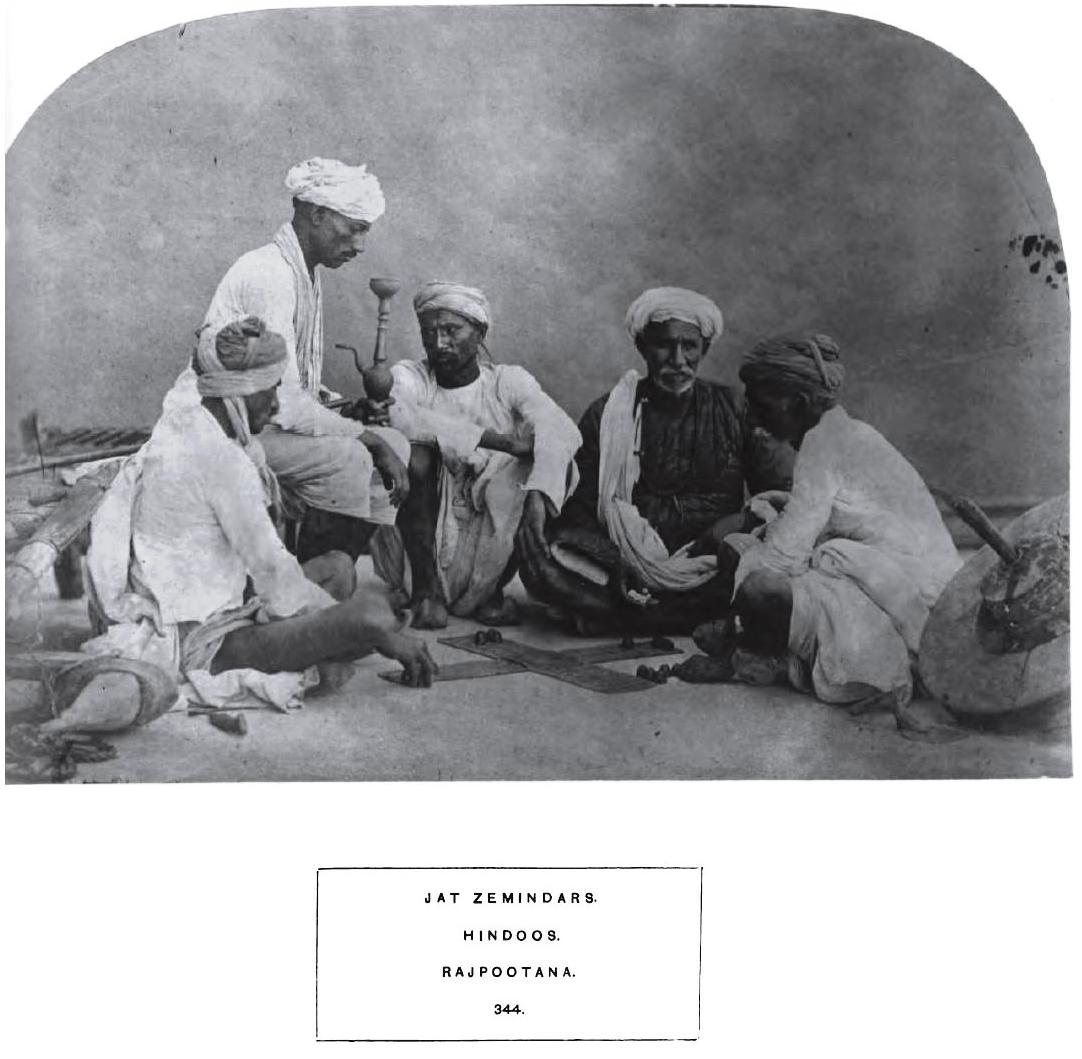
Заминдары Раджпутаны из числа джатов (1874)

Джаты сконцентрированы в северной и северо-восточной части Раджастхана (вблизи основного ареала расселения — Панджаба и Харьяны), а также в восточных областях штата. Они появились на северо-западе Индии во время сакско-тохарских вторжений, частично смешавшись с древним арийским субстратом. По мере расселения джаты долго сохраняли своеобразную форму самоуправляющихся сельских общин — «араштра» («бесцарственные»). До середины I тыс. н. э. раджпуты женились на джатских женщинах, а впоследствии брали их наложницами в свои гаремы. Во время войн и междоусобиц джаты нередко захватывали владения раджпутов, вытесняли их и становились во главе деревень и округов. Согласно переписи 1901 года в Раджпутане насчитывалось более 750 тыс. джатов. Подавляющее большинство джатов говорит на языке панджаби, близком к северным диалектам языка раджастхани. Значительная часть джатов исповедует кришнаизм и почитает священных коров. Основными занятиями джатов являются земледелие (они считаются лучшими в Индии пахарями) и скотоводство; они составляют самую многочисленную группу среди землевладельцев Раджастхана, из их среды вышло немало и крупных землевладельцев. Хотя джаты, в отличие от большинства этнических групп Раджастхана, не подражают раджпутам, у них есть родовые группы, возводящие своё происхождение к этому сословию. В свою очередь, среди главных раджпутских родов имеются кулы Джат и Так, произошедшие из джатской воинской знати. В одной деревне не бывает одновременно землевладельцев из числа джатов и раджпутов. Часто джаты скупали земли и родовые крепости обедневших раджпутов, превращались в заминдаров и начинали играть в округе ту же социальную роль, что и раджпуты. Поскольку большинство джатов было общинниками, после отмены системы крупного землевладения в 1950-х годах их положение в раджастханской деревне практически не изменилось. Джаты делятся на две исторически сложившиеся группы (ветви): хеле (десвали) и дхе (паччхаде). Первые причисляют себя к ранней волне переселенцев и считаются выше вторых, предки которых расселились в Раджастхане и Матхуре в XVIII веке. Джаты разрешают замужество вдов и широкое участие женщин в совместном труде.

### Гуджары

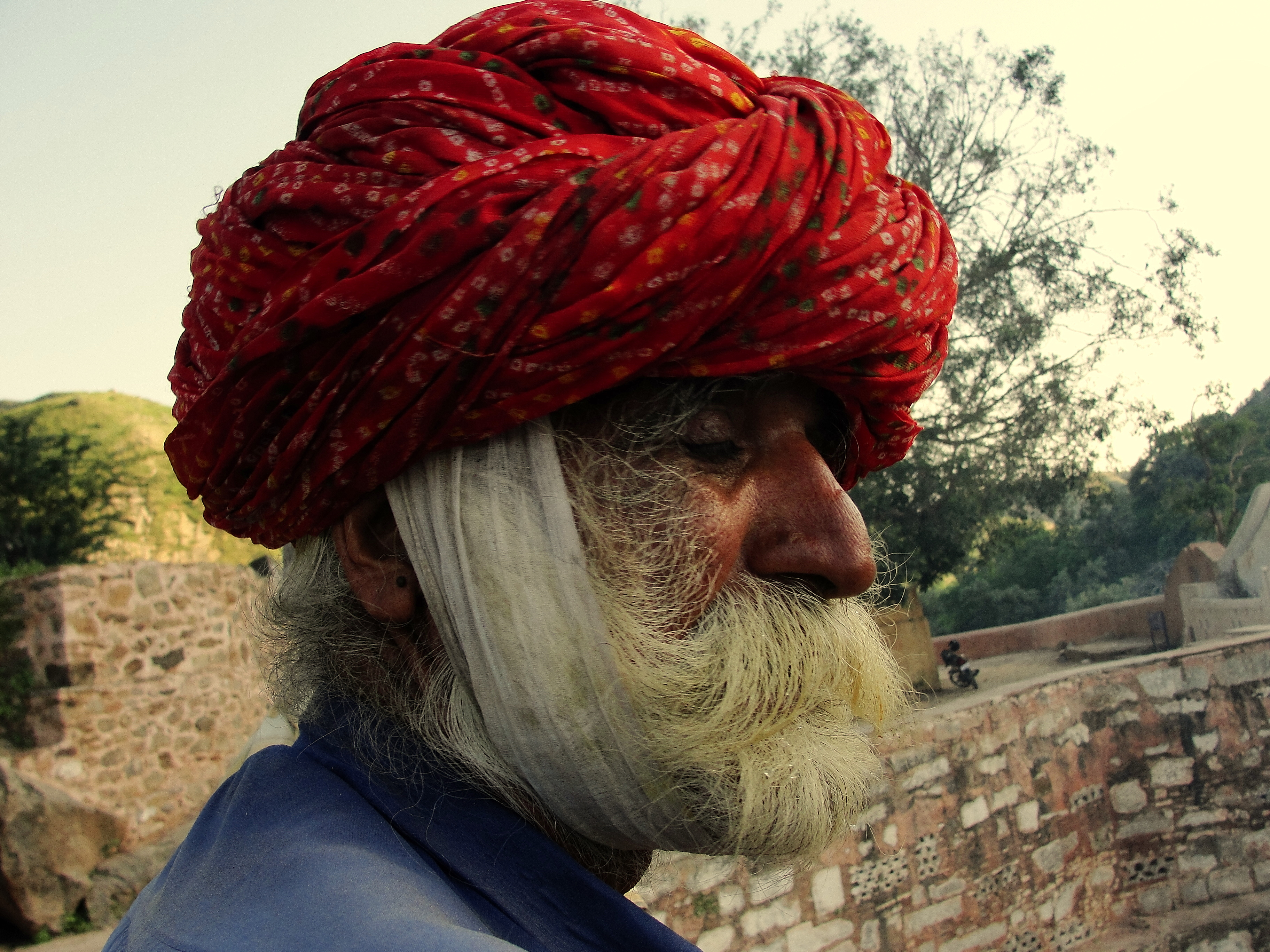
Гуджар из Аджмера

По одним данным, гуджары (гурджары) заселили большую часть Раджпутаны в VI веке, придя на северо-запад Индии в составе эфталитских племён. Здесь они создали сильное гуджарское княжество Гурджаратра (центральный Раджастхан), откуда стали проникать в Гуджарат и Мальву. Согласно другим источникам, они стали мигрировать в Панджаб и соседние земли ещё во второй половине I тыс. до н. э. в составе сакских скотоводческих племён. Гуджары образовали Гурджарадеш («Страну гурджаров»), где смешивались с местными населением из числа ранних ариев (в отличие от кшатриев, гуджары в меньшей степени усвоили культы автохтонных народов). После распада империи Гуптов на юге современного штата Гуджарат образовалось гуджарское княжество со столицей в Нандипури. Документы VII века свидетельствуют об активной политической деятельности гуджарской знати в Западной Индии. В VII—VIII веках возвысился раджпутских кул Гурджаров-Пратихаров, происходивший из правящей семьи гуджаров Нандипури. Основными занятиями гуджаров являются скотоводство и земледелие, они нередко нанимаются пастухами. Большинство гуджаров исповедует индуизм, часть — ислам (группа гуджар-патхан). В основном гуджары говорят на локальных диалектах раджастхани, небольшая часть — на языке гуджари, близком к западному пахари и диалекту джайпури. В восточной части штата существует немало гуджарских деревень, в смешанных посёлках они селятся в отдельных кварталах, недалеко от «неприкасаемых». Хотя гуджары являются «промежуточной» этнокастовой группой, выходцы из гуджарской знати нередко роднились с раджпутами и брахманами, о чём свидетельствуют названия некоторых каст (брахманы гурджар-гаур или раджпуты бадгуджар). Гуджары Раджастхана делятся на 14 экзогамных готр и предпочитают не отдавать своих женщин за представителей других общин. Исключением являются раджпуты, от связи которых с гуджарками ведут своё происхождение несколько кланов (они близко общаются с раджпутами и селятся возле их жилищ). Кроме того, в восточных округах Раджастхана гуджары делятся на две эндогамные группы: более высоких по статусу лаур и кхари. Из среды лауров вышли крупные торговцы (в основном молочными продуктами) и землевладельцы.

### Грасиа
Грасиа (гарасиа или гирасиа) представляют собой этнокастовую группу из числа «зарегистрированных племён», члены которой расселены в южных и юго-восточных горных округах Дунгарпур, Удайпур, Сирохи и Пали (а также, как и бхилы, в соседних штатах Гуджарат, Мадхья-Прадеш и Махараштра). Они очень близки к бхилам, но считают себя выше основной массы бхильского населения (крупная группа грасиа Райдара Кхемджи смешивалась и с мина). В начале 60-х годов XX века в Раджастхане насчитывалось более 770 тыс. грасиа, а согласно переписи 2001 года — лишь около 230 тыс. (видимо, большие этнические группы грасиа, например, бхил-грасиа, были причислены к бхилам). Грасиа делятся на экзогамные «готхи» (готры), некоторые из которых носят имена раджпутских родов. Они говорят на диалекте бхили, близком к марвари. Основными занятиями грасиа являются земледелие и скотоводство, а также охота, рыболовство и собирательство (плоды, мёд, воск, смолы, лекарственные травы и хворост). Грасиа живут в посёлках, но имеют небольшие хозяйства, разбросанные по предгорьям и склонам Аравали. В Меваре группа грасиа владела землями, подаренными князьями-раджпутами в обмен на службу. Особенностью грасиа является пристрастие к пьянству во время праздников.

### Сахариа
Сахариа представляют собой этнокастовую группу из числа «зарегистрированных племён», члены которой расселены в юго-восточных районах штата. Будучи автохтонным народом, в древности они жили в пустынных районах западного и юго-западного Раджастхана вплоть до Синда, но были оттеснены на восток (главными покорителями земель сахариа был раджпутский кул Чаухан). До эпохи раджпутских войн с мусульманами сахариа бродили по окрестным лесам предгорий Аравали, занимались охотой, рыболовством и собирательством, обменивая свои товары в соседних деревнях. С началом военных тягот они начали строить небольшие горные поселения, позже были обращены в ислам, став одним из крупнейших мусульманских племён пустыни. Остальные сахариа в процессе ассимиляции растворились в среде соседних этнических групп, став небольшими этнокастовыми или даже подкастовыми единицами. Ещё в первой половине XX века их покупали и продавали как рабов. Сахариа, отличающиеся крайней бедностью, живут в отдельных кварталах мультикастовых деревень или за их пределами. По образу жизни они ближе к индусским кастам, чем к коренным народам. Сахариа делятся на 20 готр, четыре из которых носят имена раджпутских родов Чаухан, Багхела, Соланки и Деора. Согласно переписи 2001 года в Раджастхане насчитывалось более 76 тыс. сахариа. К ним близки низкие по статусу племена содха (в основном индуисты), кхоса (ветвь сахариа, получившая статус криминального племени) и самайча (живут на равнинах). Основными занятиями сахариа являются кочевое скотоводство (в том числе перепродажа краденого скота) и земледелие. Проживающие в восточных областях говорят на диалекте брадж, остальные — на локальных диалектах раджастхани.

### Санси
Санси расселены в юго-восточных районах штата (основной их ареал — Панджаб и Харьяна) и по образу жизни близки к канджарам (также ведут бродячий образ жизни и имеют свой тайный жаргон). По своему социальному положению санси занимают переходную ступень от племенной группы к этнокастовой. Согласно переписи 2001 года в Раджастхане насчитывалось более 60 тыс. санси, отнесённых к категории «зарегистрированных каст». Своё происхождение они ведут от джатов и раджпутов, делятся на экзогамные группы, многие из которых носят имена раджпутских и джатских родов. По одной из версий, предками санси были раджпуты из Джайсалмера (род Бхати), вытесненные в XII веке, и раджпуты из Читора, рассеянные по землям Северной Индии делийскими султанами в конце XIII века. Обедневшие и вынужденные скитаться, раджпуты оседали среди джатов Панджаба, а иногда и возглавляли их племенные объединения (из числа джат-санси происходил и махараджа Ранджит Сингх). В колониальный период санси были отнесены к криминальным племенам, и сейчас у них наблюдается приверженность к криминальным промыслам и пьянству, пренебрежение к предписаниям и запретам индуизма (санси платят выкуп за невест, разрешают браки вдов, могут доедать пищу с чужих тарелок). Власти независимой Индии строят для санси отдельные посёлки, а в смешанных деревнях они живут на положении низких каст. Основными занятиями санси являются батрачество, наём носильщиками и строительными рабочими, мелкая торговля овощами.

### Канджары
Канджары расселены в юго-восточных районах штата (округа Читторгарх, Бхилвара, Аджмер, Джхалавар, Кота и Бунди), а также в Алваре. Издревле они кочевали по лесам, выменивая у крестьян нужные товары, а нередко и совершая набеги на деревни. Позже каджары были бардами при раджпутах. В колониальный период они считались одним из криминальных племён, но в 1956 году были включены в состав «зарегистрированных каст». Ещё с 30-х годов XX века местные князья строили для каджаров отдельные посёлки и выделяли земли, поощряя их переходить к оседлой жизни (эту же политику активно проводили и власти независимой Индии). Согласно переписи 2001 года в Раджастхане насчитывалось почти 38 тыс. канджаров. Они делятся на 29 внутренних экзогамных групп, носящих или патронимические имена, или названия тех родов (в том числе раджпутских) и каст, с которыми каджары наиболее тесно соприкасались. Основными занятиями каджаров являются земледелие, скотоводство, батрачество, наём в слуги и посыльные для оседлых и мелкая торговля или обмен, исполнение песен, танцев и представлений во время праздников, на ярмарках и базарах, криминальные промыслы (кражи, перепродажа краденого скота, проституция) для кочевых. Особенностями каджаров являются запрет спать на циновках или половиках (обязательно на плетённых лежанках-чарпои) и пристрастие к пьянству. В быту каджары говорят на диалекте раджастхани (хадоти), но при посторонних — на особом жаргоне.

### Ахиры
Ахиры (абхиры) издревле были равнинными скотоводами, кочевавшими в долинах Джамны и Чамбала (Птолемей располагал их страну Абирию в устье Инда). По одной из версий, ахиры могли быть ранними ариями-пастухами, влившимися в варно-кастовое общество древней Индии. В начале I тыс. н. э. земли ахиров находились возле Саураштры, в эпоху империи Гупта ахиры имели своё небольшое государство в Центральной Индии, позже обитали в Гуджарате и Северной Махараштре. Абхиры смешивались с автохтонными народами, в частности заключали браки с их женщинами. В конце I тыс. н. э. земли ахиров были завоёваны раджпутами из родов Чаухан, Гохил и Соланки. Ахирская знать вошла в состав одного из раджпутских кулов (Ахир), а большая часть народа была ассимилирована в этнокастовую группу. Современные ахиры относятся к числу «зарегистрированных каст» и проживают в восточных и северо-восточных районах штата. Основными занятиями ахиров являются скотоводство, производство и продажа молочных продуктов, земледелие (из их среды вышли среднекастовые общинники-землевладельцы). Большая часть ахиров исповедуют кришнаизм и говорит на раджастхани и хинди, остальные — на диалектах ахирвати (близок к западному хинди) и ахири. Согласно переписи 1961 года носителей ахирвати насчитывалось более 21 тыс. человек, ахири — около 1,6 тыс. (в 2001 году — более 2,7 тыс.).

### Гадулиа
Гадулиа (лохар или лухар) ведут кочевой образ жизни, перегоняя с собой домашний скот. Своё происхождение они ведут от беглых раджпутов из Читора, многие из их экзогамных групп носят имена раджпутских родов. В начале 70-х годов XX века в Раджастхане насчитывалось около 20 тыс. гадулиа. Их особенностями являются запрет зажигать лампы и спать на кроватях. Гадулиа выкупают невест, разрешают разводы и браки вдов, но избегают общения с членами низких каст (в частности, не берут от них воду). Основные занятия гадулиа — работы по железу, подковка и разведение лошадей.

### Мео
Мео сконцентрированы в исторической области Меват (восточная часть округа Алвар, северная часть округа Бхаратпур и прилегающие земли штатов Харьяна и Уттар-Прадеш). По одной из версий, они пришли сюда в эпоху Кушанов вместе с волной сакско-тохарских переселенцев и поселились на землях мина, по другой — являются автохтонным народом, подвергшимся сильной ассимиляции. Сами мео причисляют себя к потомкам раджпутов, в частности к Ядавам, Томарам и Кхушвахам (кроме того, в прошлом отдельные группы мео сильно смешались с мина, ахирами и гуджарами). В XI веке мео под предводительством раджпутов отражали набеги мусульман, но позже (во второй половине XIV века) приняли ислам, хотя и продолжали придерживаться многих обычаев индуизма. После раздела Британской Индии в 1947 году мео бежали в Пакистан, но позже часть из них вернулась в Индию. Мео делятся на 12 групп («паль»), говорят на диалекте мевати (бигхота), близком к западному хинди. Основным занятием мео является земледелие.

### Банджары

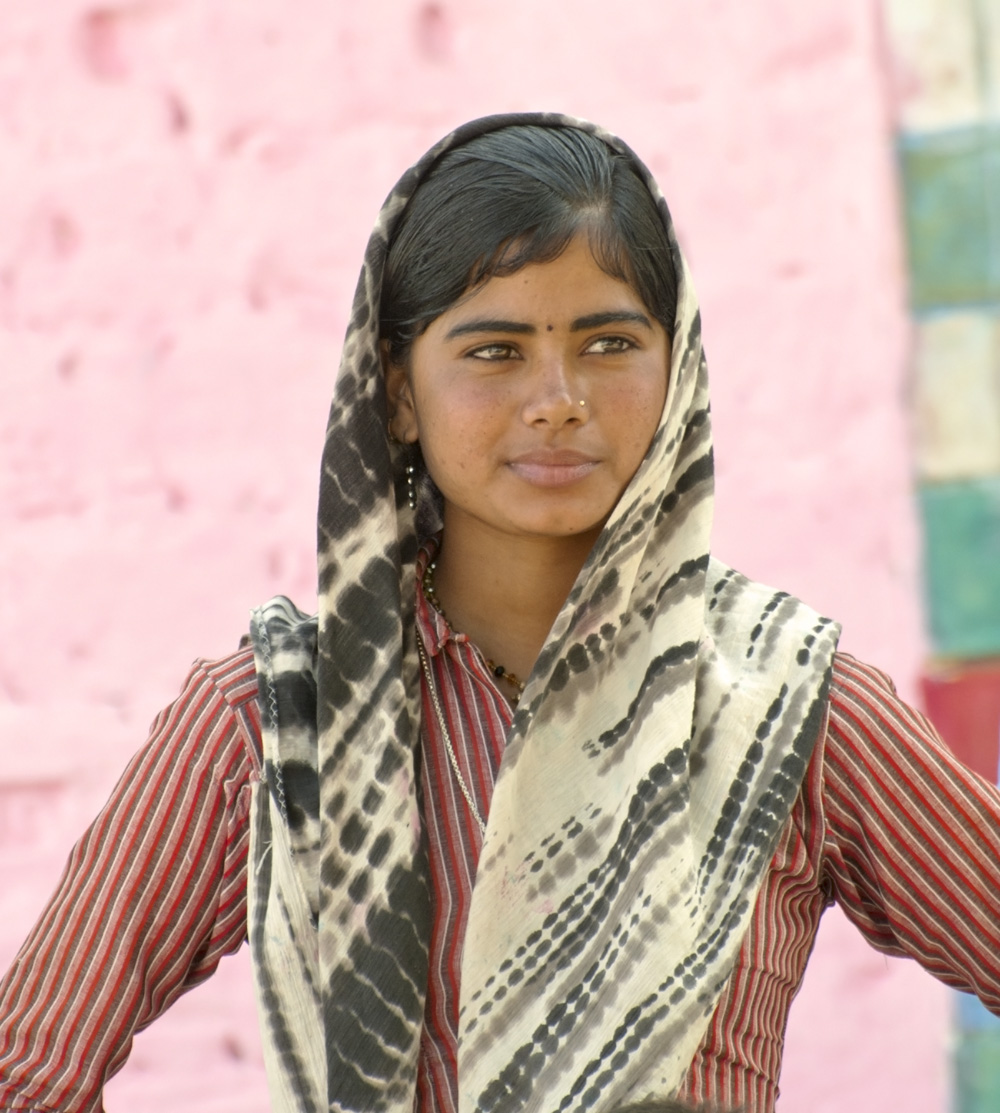
Женщина из группы банджара (2011)

Банджары распространены по всей Северной и Западной Индии. Они говорят на диалекте банджари (лабхани или ламани), близком к марвари (в начале 1960-х годов в штате насчитывалось около 1250 носителей этого диалекта, а по всей Индии — около 600 тыс.). Традиционные занятия банджаров — гужевые перевозки, перепродажа скота (в том числе краденого), сбор и продажа хвороста, исполнение песен и танцев. Оседлые банджары занимаются земледелием, для чего нередко нанимают батраков из числа бхилов. Хотя банджары и соблюдают некоторые запреты на общение с низкими кастами, они легко берут в жёны женщин из племён, но своих женщин не выдают замуж за членов других этнических или кастовых групп. В древности банджары были бардами раджпутов, а взамен князья оберегали их жизнь и права, что способствовало занятию странствующей торговлей. До сих пор банджары ведут своё происхождение от раджпутов, давая своим экзогамным готрам имена раджпутских кулов и во всём подражая стилю раджпутов. Во время праздников многие банджары употребляют алкогольные и наркотические (бханг) напитки.

### Касты
Условно касты (джати) делятся на четыре группы: высокие, средние, низкие и неприкасаемые. Основным и старейшим субстратом, который лёг в основу высоких или так называемых «чистых» каст, были арии и включённая ими в состав первых варн верхушка автохтонных народов. В раннем арийском обществе функции жрецов исполняли старейшины из числа воинов, но позже, ещё до прихода в Индию, жреческое сословие выделилось в отдельную варну. Она была настолько закрытой, что даже выдающиеся представители кшатрийства боролись за включение в состав брахманов. Со временем жречество стало активным элементом процесса кастообразования, взяв на себя упорядочивание кастового режима и роль его блюстителя. Если древние кшатрии северо-западной части Индийского субконтинента были отделены от автохтонных народов менее жёстким заслоном, то замкнутые наследственные группы брахманов практически не смешивались с аборигенами. Именно кшатрии усвоили культы коренного населения (Рудры-Шивы и шактизм), многие его обычаи и семейно-брачные нормы, но брахманы сохранили свои строгие правила. Например, у брахманов строго запрещены свободный выбор или похищение невесты, выплата за неё выкупа, характерные у коренных народов и отчасти воспринятые кшатриями.
Все последующие волны пришельцев (саки, тохары, гунны, джаты, гуджары, ахиры и другие) в процессе ассимиляции и усвоения предписаний индуизма также включались в состав кастового общества. До сих пор небольшие племенные группы, которые отделились от своих этнических массивов, живут при смешанных деревнях фактически на положении «зарегистрированных каст», что ярко иллюстрирует действующую модель архаичного процесса образования каст. Подавляющая часть давно оформившихся низких каст этногенетически связана с коренными народами, в древности ассимилированными ариями и постепенно занявшими строго определённое место в кастовом обществе. Так как территория современного Раджастхана как раз и находилась на месте этого «плавильного котла», деревни штата имеют преимущественно поликастовый состав населения (в зависимости от региона процентное соотношение кастовых групп и самих каст может разниться довольно значительно).
К высоким кастам относят брахманов, которые делятся на многочисленные группы, касты и подкасты (гаур, дадхичх, кханделвал, сарасват, парик, пушкарна). Сами эти группы (в штате их насчитывается свыше 35) традиционно делятся на высокие и низкие, в зависимости от своего происхождения и того, какие касты они обслуживают (например, брахманы из числа учителей и толкователей законов веры выше брахманов землевладельцев или земледельцев, которые постепенно сближаются с кшатриями и вайшьями). С членами низких каст брахманов другие брахманы не вступают в брак и не принимают от них пищу, для низких брахманов предписаны более строгие и длительные обряды очищения. Семьи деревенских брахманов по сей день считаются местными родовыми профессиональными кастами внутри общеиндийской варны брахманов (часть исследователей относит брахманов скорее к замкнутому сословию, другие именуют кастой или надкастовой группой, так как их название основано прежде всего на профессии). В деревнях брахманы делятся на три категории: занимающиеся преимущественно жреческими функциями (их меньшинство), выполняющие их наряду с земледелием (их большинство) и выполняющие их время от времени (они среди брахманов имеют наименьший авторитет). Существуют даже подкасты брахманов-художников джангира и ади-гаур, которые изготовляют храмовые завесы (пиччхваи). Раджпуты, хотя и определённо являются сословием, в кастовой системе занимают высокое второе место после брахманов. К средним кастам принадлежат баниа (банья или бханья), свами, саньоги, кхати, сони (сонары), дарзи. К низким (но «чистым») кастам относят джатов, гуджаров, ахиров, мина (этнокастовые группы), бункаров, бадава, вьясов, гадариа, госвами, дарога, дакота, джогов (йогов), кумаватов, кумхаров, кхатиков, лакхера, мали, наи (в некоторых районах джогов и наи относят к «нечистым» кастам). К «неприкасаемым» (или «зарегистрированным») кастам принадлежат ахериа, багри (багди), байраги, балаи, бедиа, бханги (бхамби), гарода (гаруда), гувалая, дхадхи, дханаки, дхоби, дхоли, канджары, мегхвали, мучи, наты, наяки (наики или тхори), паси, райгары (регары), рана, санси, саргары, чамары.
Многие касты имеют привязанность к определённой территории. Каждый член касты издревле знал свою наследственную профессию, традиционную систему межкастовых взаимоотношений и место своей касты на иерархической лестнице, но о своей варновой принадлежности кроме брахманов и части раджпутов большая часть населения узнала лишь в эпоху феодализма (исторически существовал и огромный массив неварнового аборигенного населения, из которого и вышло большинство современных каст). Неписаный «кодекс кастовой чести» сохраняется главным образом в деревнях, где традиции «зацементированы» малой подвижностью населения и трудностью (или невозможностью) продвижения по кастовой лестнице. В современных городах, особенно в муниципальных новостройках, и коренные жители, и переселенцы из сельской местности имеют больше возможностей изменить свой кастовый статус и отношения с членами других каст. В отличие от деревень, издревле состоящих из кастовых кварталов и посёлков («дхана» или «тхок»), нарастающая урбанизация подрывает кастовые устои (хотя и в провинциальных городках шудры и «неприкасаемые» продолжают селиться обособленно, а в больших городах выходцы из деревень предпочитают по возможности арендовать или покупать жильё рядом с представителями своих или близких по статусу каст). В эпоху независимости многие члены низких каст стали переселяться в другие штаты, например в Дели, Уттар-Прадеш или Махараштру, нанимаясь строителями, а в последнее время — айтишниками и работниками колл-центров.
В крупных городах торговцы, предприниматели, чиновники, юристы, врачи, преподаватели и клерки представлены главным образом выходцами из среды брахманов, раджпутов, марвари и махаджанов. Много и представителей ремесленных каст, которые занимают отдельные кварталы или улицы (ткачей, набивщиков тканей, ювелиров, лудильщиков, чеканщиков, эмальеров и гравировщиков). Всю «нечистую» работу (чистку выгребных ям, уборку улиц, дворов, домов и туш павших животных, обдирку и обработку кож, изготовление обуви и кожгалантереи) исполняют бывшие «неприкасаемые»; также уборкой часто занимаются выходцы из «зарегистрированных племён», но в городах их значительно меньше, чем хариджанов. В ходе технического прогресса многие касты в городах деградировали, другие поменяли профессию (например, кузнецы переключились на ремонт велосипедов, мотоциклов и автомобилей) или влились в ряды подсобных рабочих, но появились и новые касты (например, шофёры). Переселившиеся в город чамары в большинстве случаев не находят спроса на свою профессию (выделка кож и производство обуви) и становятся чернорабочими, но зато уборщики-бханги без труда находят себе работу по кастовой специальности (иногда даже в муниципальных службах). Многие образованные члены низких каст в городах устраиваются на транспорт и почту, в полицию и коммунальное хозяйство.
Раджастхан находится на пересечении древних торговых путей и здесь издревле были распространены посредническая торговля и связанное с ней ростовщичество. Этими видами коммерции традиционно занимались представители этнокастовой группы марвари, особенно касты баниа (бханья). В колониальный период марвари активно включились в компрадорскую деятельность, выступая посредниками в поставках сырья и товаров из внутренних районов Индии в Бомбей, Калькутту и другие оживлённые порты. Постепенно торгово-финансовая деятельность марвари охватила всю территорию Британской Индии, во многих городах страны выросли их торговые дома, конторы и склады. Разбогатев на торговле, наладив связи и освоив западные методы управления, многие марвари стали инвестировать деньги в промышленное производство, банковское дело и сферу услуг. Но основными центрами их активности были Бомбей, Калькутта и Дели, в самой Раджпутане до 1950-х годов практически не было сколько-нибудь крупных промышленных предприятий.
И сегодня члены торгово-ростовщической общины марвари широко представлены в штатах Махараштра, Гуджарат, Западная Бенгалия, Уттар-Прадеш, Бихар, Панджаб, Харьяна, Мадхья-Прадеш, Орисса, Карнатака, Андхра-Прадеш, Тамилнад, Керала, Ассам, а также в Пакистане (Карачи), Непале, Индонезии и Великобритании. Их диалект марвари воспринимается в Индии как основная форма языка раджастхани. Наиболее влиятельной марварийской кастой (надкастовой группой) является баниа (бханья), из среды которой вышло множество торговцев (в том числе зерном и специями), банкиров, ростовщиков и предпринимателей. Баниа состоит из множества эндогамных групп (каст или подкаст) — агарвал (агравал или агарвала), аграхари, барнвал (варанвал), бхатиа, варшная (барасани или барахсени), виджайваргия, гахой, гхат-баниа, дхусар-бхаргава, кесарвани, кхаттри, лохиа, лохана (лувана), махаджан, махешвари, омар (умар), осваль, парваль (парвар), порваль (порвад), роньяур, сараваги, сунла, тели, шрималь и других. По одной из версий, в древности и средневековье в состав баниа влились крупные группы раджпутов и брахманов, занявшиеся коммерцией и, таким образом, потерявшие свой прежний высокий кастовый статус.
К наиболее влиятельным кланам марвари (как индусам, так и джайнам) принадлежат семьи Бирла (химический, текстильный, швейный, металлургический, цементный, телекоммуникационный, торговый и финансовый конгломерат Aditya Birla Group, базирующийся в Мумбаи, машиностроительный, металлургический, текстильный, химический, туристический и информационный конгломерат Yash Birla Group, базирующийся в Мумбаи, текстильный, цементный, кабельный и химический конгломерат M.P. Birla Group, базирующийся в Калькутте), Далмия (текстильный, торговый, химический, фармацевтический и табачный конгломерат Dalmia Group, базирующийся в Дели), Сингхания (текстильный, швейный, торговый, инструментальный, косметический и транспортный конгломерат Raymond Group, базирующийся в Мумбаи), Руия (металлургический, нефтегазовый, энергетический, телекоммуникационный, транспортный и строительный конгломерат Essar Group, базирующийся в Мумбаи), Саху Джайн (медиа-конгломерат The Times Group, базирующийся в Дели и Мумбаи), Баджадж (машиностроительный, электротехнический, металлургический, энергетический, пищевой, косметический и финансовый конгломерат Bajaj Group, базирующийся в Мумбаи), Гоэнка (химический, фармацевтический, машиностроительный, торговый, информационный и туристический конгломерат RPG Group, базирующийся в Мумбаи), Миттал (металлургическая корпорация ArcelorMittal, базирующаяся в Люксембурге, и телекоммуникационный, торговый, финансовый, медиа и информационный конгломерат Bharti Enterprises, базирующийся в Дели), Дхут (электротехнический, телекоммуникационный, нефтегазовый и энергетический конгломерат Videocon Group, базирующийся в Гургаоне и Мумбаи), Биани (торговый и финансовый конгломерат Future Group, базирующийся в Мумбаи), Лохиа (химический и текстильный конгломерат Indorama Group, базирующийся в Индонезии и Таиланде), Пирамал (фармацевтический, текстильный, упаковочный, строительный и финансовый конгломерат Piramal Group, базирующийся в Мумбаи), Джиндал (металлургический, энергетический, горнодобывающий, цементный и информационный конгломерат Jindal Group, базирующийся в Мумбаи), Чандра (медиа, телекоммуникационный, развлекательный, упаковочный, энергетический и металлургический конгломерат Essel Group, базирующийся в Мумбаи), Агарвал (металлургический, горнодобывающий и энергетический конгломерат Vedanta Resources, базирующийся в Великобритании), Мехта (пищевой, цементный, упаковочный, химический, кабельный и финансовый конгломерат Mehta Group, базирующийся в Мумбаи), а также Поддар, Морарка, Бангур, Джайпуриа, Джалана, Баджория и другие.

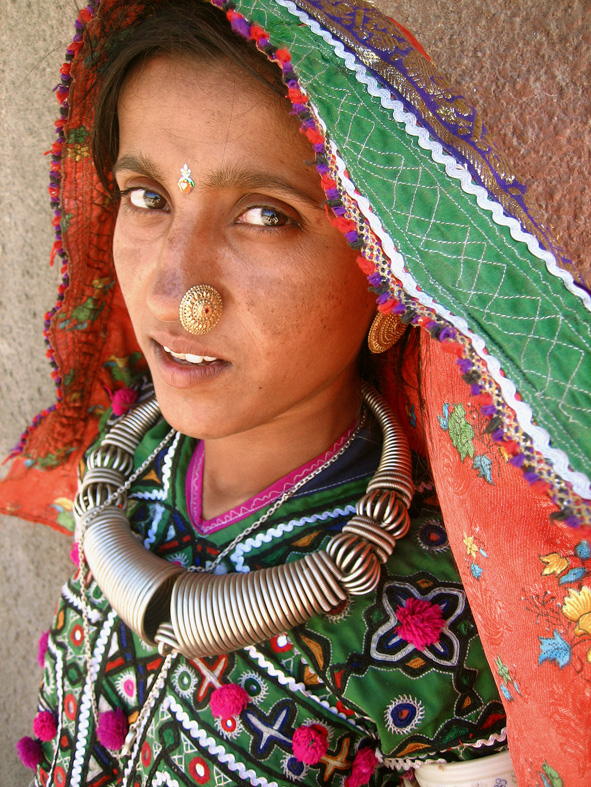
Женщина из касты мегхваль (2007)

В течение многих веков члены «зарегистрированных каст» подвергались жестокой эксплуатации, которая опиралась на ритуально-религиозные (дхармические) предписания, оберегаемые брахманами. Характерной чертой культуры почти всех низких и многих средних каст является желание возвести своё происхождение к раджпутам, что повышает социальный престиж группы в глазах окружающих. Наиболее распространённой формой такого поведения служит именование своего рода или группы по названию раджпутского кула или линиджа, с которым та или иная каста поддерживала длительные связи (наподобие того, как в России крепостные называли себя по своим хозяевам, а после отмены крепостного права это превращалось уже в их фамилии). Так, к раджпутам себя возводят члены каст дарзи, сутхар, мали, канджар, наяк, бхамби, дхоли и многих других.
Одним из главных определений касты является наследственная профессия. В Раджастхане среди землевладельцев преобладают джаты, раджпуты, брахманы, баниа и гуджары, между которыми и идёт негласная борьба за главенство в деревенской среде. В торговле и ростовщичестве доминируют касты баниа и махаджан; касты джатов, мали, каччхи (качхи), курми, лодха занимаются земледелием (мали также славятся как садовники), барбхунджа — просушкой зерна, ахиры, гуджары, гадариа, гоала, гаура — скотоводством, пастушеством и частично земледелием (в основном приусадебным), тели — производством масла, дарзи — портным делом, бункары, бхуияры и джулаха — ткацким делом, чхиппи — красильным делом, кхати, сутхары и бархаи — плотницким делом и деревообработкой, сонары — работой по золоту, кумхары, гола, махары, касгары и катерия — гончарным делом, наик — плетением корзин и циновок, чамары, мочи, балаи и регары — кожевенным и обувным делом, уборкой трупов животных, обдиркой туш и батрачеством, мегхвали, бханги, махары и чухра — уборкой жилищ, выгребных ям, хлевов, улиц и падали, батрачеством, лохары являются кузнецами, дарога — домашними слугами раджпутов, наи — цирюльниками, слугами, сватами, акушерками и разрисовщиками рук, кхатик — мясниками, дхоби — стиральщиками (прачками), джхинвары — водоносами, дхоли, дхадхи, рана, мираси, мангамар, федали, танга, гуалнат и каввал — певцами и барабанщиками, бедиа — фокусниками и танцорами, наты — танцорами и акробатами за деньги, калбелиа — заклинателями змей. Свами и саньоги выступают как жрецы средних каст, религиозные нищие и частично как земледельцы, вьясы и дакота — как жрецы низких каст, бхопа и гаруда — как жрецы «неприкасаемых», госайны — как жрецы храмов и святилищ бога Шивы, вайраги-вайшнава — как жрецы храмов и святилищ Кришны и Рамы, джоги (йоги) — как жрецы шактийских святилищ, религиозные нищие, знахари, исполнители тантрических обрядов и заклинатели змей, байраги — как живущие на подаяние. В штате существует семь каст бардов и прославителей (в том числе чараны — философы и советники раджпутов, бхаты — составители и хранители генеалогии раджпутских родов и исторических хроник, а также астрологи) и восемь каст писцов (бхандари, каястха, кхатри, осваль, мохнот, сингхи, лодха и мохата, которые ранее переписывали документы и старые рукописи раджпутов, а сейчас из их среды вышло немало чиновников, предпринимателей и представителей интеллигенции).
Члены касты (надкастовой группы) чамар сконцентрированы в округах Бхаратпур, Дхолпур и Джхунджхуну, члены каст мегхваль, берва, тхори, балай — в округах Джайсалмер, Сикар, Дауса и Ганганагар. К главным видам ограничений межкастового общения относятся разрешения брать у членов других каст неприготовленную пищу (каччха), приготовленную на огне пищу (пакка), воду и курительный набор (хукку). Наиболее оскверняющим моментом является принятие каччха (этого запрета придерживаются все группы брахманов и средние касты). Пакка и воду высокие, средние и низкие «чистые» касты могут принимать почти от всех каст, кроме «неприкасаемых». И даже среди самих хариджанов не все касты общаются с балаи (самая низкая подкаста чамаров) и бханги. У раджпутов общение между отдельными сословными группами ограничивается лишь социальным положением — богатый и знатный может не принять пищи в доме обедневшего раджпута, но в своём доме он берёт от него еду и воду без ограничений. Раджпуты, в отличие от брахманов, принимают пищу (даже каччха) из рук любых «чистых» каст. Член более низкой касты должен первым здороваться с высшим по статусу, находиться с подветренной стороны по отношению к нему, уступать ему в подъёме воды из общего колодца (у «неприкасаемых» обязательно должны быть отдельные колодцы) и т. д. После обретения Индией независимости многие касты стали стремиться утвердить себя на более высокой кастовой ступени, начав усваивать обычаи, внешние приметы, запреты и предписания высоких каст. Некоторые «неприкасаемые» и члены племён перестают пить самогон, есть мясо и бродяжничать, а также выполнять традиционную «нечистую» работу, что в свою очередь подрывает основы древней системы «джанджамани». Но и высокие касты на почве партийно-политических, профсоюзных или коммерческих интересов всё более активно общаются и соприкасаются с низкими кастами, особенно завися от них во время выборов.

## Языки
В Раджастхане нет языкового единства. В пределах отдельных княжеств формировались диалекты, близкие к диалектам соседних областей и заметно отличающиеся от диалектов отдалённых районов. Сегодня большинство этих диалектов объединено в язык раджастхани, который и сам причислен к западному диалекту языка хинди. Согласно переписи 1961 года из 20 млн жителей штата свыше 11,3 млн человек назвали своим родным языком раджастхани (всего в Индии было зафиксировано около 15 млн носителей раджастхани), для остальных таковыми были бхили (более 830 тыс.), панджаби (более 400 тыс.), хинди, урду, синдхи и гуджарати. Раджастхани включал в себя более 70 локальных диалектов и говоров, крупнейшими из которых были марвари (почти 5,8 млн человек), мевари (более 1,8 млн), джунхари (почти 1,6 млн), собственно раджастхани (более 700 тыс.), хараути (более 560 тыс.), багри (около 310 тыс.), мальви (почти 240 тыс.) и кхайрари (более 110 тыс.). Иногда главные юго-восточные диалекты раджастхани объединяют в диалект джайпури. Среди диалектов хинди наиболее распространён брадж (брадж-бхаша), которым широко пользуются в округах Бхаратпур и Савай-Мадхопур.
Наиболее распространённым и значимым является диалект марвари, сложившийся в исторической области Марвар (округа Джайсалмер, Джодхпур, Бармер, Биканер, Нагаур, Аджмер, Пали, Сирохи и Джалор). К нему близки диалекты багри (северо-восточные и северные районы штата) и шекхавати (северо-западная форма джайпури, распространённая в округах Сикар, Джхунджхуну и Чуру). Ряд диалектов и говоров раджастхани имеют привязку к определённой этнической, сословной или кастовой группе: на нимари (смесь диалекта мальви и языка бхили) говорят многие бхилы, на ахирвати (близок к браджу) — ахиры, на банджари — банджары, рангри (смесь мальви и марвари) распространён в среде раджпутов, а лохари — среди касты кузнецов-лохаров. Некоторые диалекты раджастхани встречаются только за пределами Раджастхана, например, годжри в Джамму и Кашмире или бхояри в Махараштре.
В Раджастхане наблюдается картина «лингвистической непрерывности», при которой восточные диалекты раджастхани очень близки к браджу, западные (и прежде всего марвари) плавно перетекают в синдхи, а между всеми ними проходит череда различных говоров. В целом раджастхани близок к языку гуджарати, переходной формой между которыми являются язык бхили и диалект кхандеши (ахирани). Также к раджастхани близки западные диалекты группы языков пахари.
Языковая ассимиляция, проходившая на территории современного Раджастхана, издревле играла роль объединяющего фактора для значительных групп сложившегося здесь смешанного населения. Автохтонные этносы утрачивали свой язык, принимая разговорную форму индоарийской речи. Но и арии на протяжении многих веков усваивали некоторые лексические и фонетические элементы речи дравидов и мунда (не всё дравидоязычное население северо-запада субконтинента ушло за горы Виндхья и на восток, часть осталась и подверглась физической и культурной ассимиляции). На основе древних форм языка индоариев сформировался пракрит шаурасени, который в I тыс. н. э. лёг в основу языка раджастхани в разных его диалектных формах.

## Религия

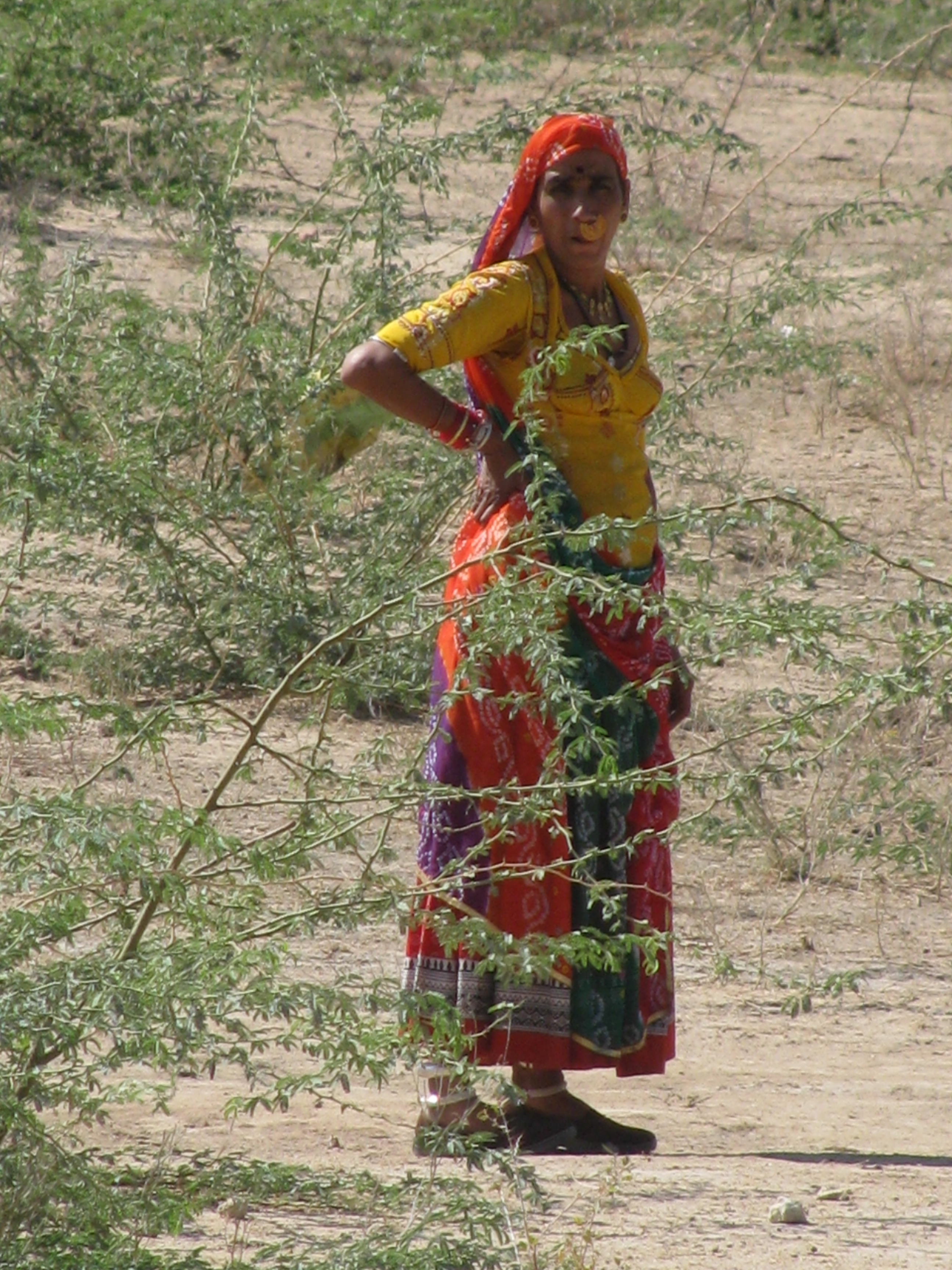
Женщина из секты бишнои (2009)

Согласно теории арийского завоевания, с приходом первых ариев произошло взаимное совпадение и наложение индоевропейского культа Рода — Рудры (богов плодородия) и фаллического культа Шивы, в результате чего шиваизм широко распространился в среде индоариев (в первую очередь кшатриев) и стал важным фактором взаимной адаптации их с коренными этносами. Уже в эпоху кшатрийского царства Матсья ведущей религией данного региона был ведийский брахманизм. В процессе культурной ассимиляции ариями автохтонных народов ранний индуизм адаптировал под себя и местные культы дравидов и мунда. В период расцвета империи Маурьев среди узкого круга горожан получили распространение буддизм и джайнизм. В Кушанскую эпоху опорными базами раннего вишнуизма, включившего в свой пантеон древний автохтонный кришнаизм, стали княжество Мевар и соседняя Матхура. Буддизм окончательно отступил с территории Раджастхана с крахом Кушанского царства. В период империи Гуптов началось активное укрепление вишнуизма, противодействовавшего более древнему шиваизму. Ислам стал известен в областях Западной Индии со времён походов Газневидов (XI век), а в начале XIV века мусульманские правители Дели совершали уже регулярные вторжения в княжества раджпутов (в отличие от соседнего Гуджарата, Раджпутана в целом сохранила свою независимость, хотя временами некоторые княжества и платили дань султанам). Обращение в ислам значительных групп раджастханцев началось лишь в эпоху Великих Моголов, когда многие раджпуты были привлечены на службу ко двору, а женщины из княжеских родов выдавались замуж за членов правящей династии или могольской знати (рост караванной торговли способствовал распространению ислама и среди широких слоёв населения Раджпутаны). Зато широкого обращения в христианство не произошло ни в XV веке при португальцах, которые начали колонизацию соседнего Гуджарата, ни при британцах, в начале XVII века обосновавшихся в том же Гуджарате, а в XIX веке начавших широкую экспансию непосредственно в Раджпутану.
После раздела Британской Индии в 1947 году большая часть местных мусульман была вынуждена бежать в Пакистан, а в Раджпутане осело значительное число беженцев-индусов из Пакистана. По данным за 2011 год 88,8 % населения штата принадлежало к индуистам, 8,5 % — к мусульманам, 1,4 % — к сикхам, 1,2 % — к джайнам, остальные — к буддистам и христианам (в 1991 году индуисты составляли 91,9 % населения Раджастхана, мусульмане — более 8 %, христиане — 0,1 %). Среди членов «зарегистрированных каст» 98,1 % исповедуют индуизм, 1,8 % — сикхизм и 0,1 % — буддизм. Среди членов «зарегистрированных племён» 99,5 % исповедуют индуизм, 0,3 % — христианство и 0,1 % — ислам.

### Индуизм

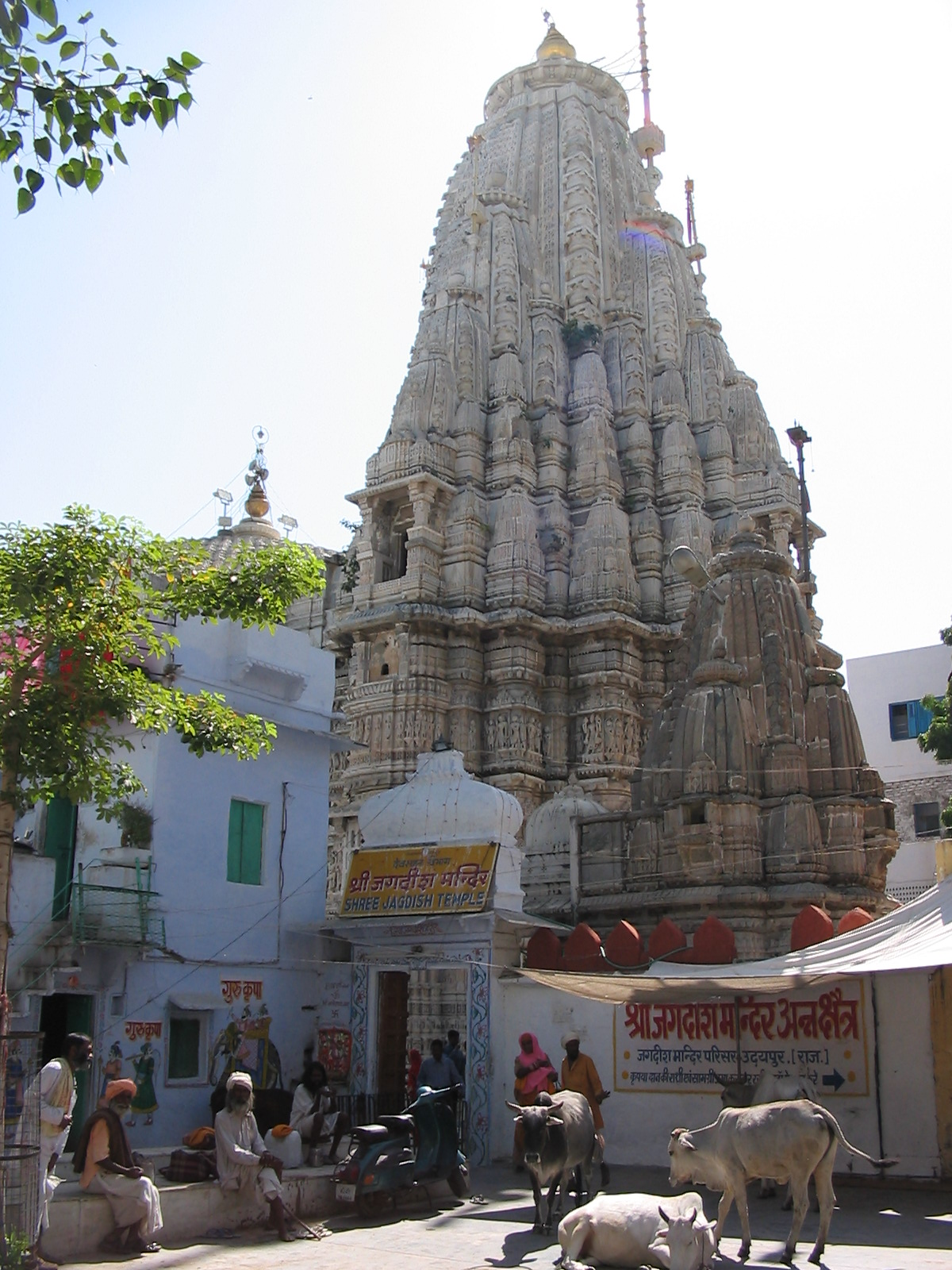
Индуистский храм в Удайпуре (2003)

В Раджастхане сохранились без существенных изменений многие черты индуизма, сложившиеся ещё в древности и период средневековья. Широкие массы населения придерживаются своего религиозного долга преимущественно в праздники. Скрупулёзно исполняют религиозные обряды лишь в среде брахманов и частично средних каст (особенно женщины). Нормы поведения, которые предписаны индуизмом высоким и низким кастам, настолько разнятся, что иногда их принимают за нормы разных религий. Наиболее часто в деревнях и городских кварталах встречаются храмы и святилища, посвящённые Шиве, богиням-матерям и Кришне, реже — Раме. Во многом забытый остальными индийцами бог Брахма в Раджастхане весьма почитаем — его храм расположен в священном городе Пушкар (изображение Брахмы можно видеть и в шиваитских храмах, чего нет в других регионах Индии). Среди раджпутов и других сословий широко распространены культы Сурьи, Сомы и Агни.
Ведущим направлением индуизма среди раджастханцев является шиваизм и неотделимый от него шактизм (почитание богинь-матерей). Многие касты или этнокастовые группы поклоняются отдельным богиням (например, у пушкарна-брахманов, раджпутов, мина и наяков это Чамунда, у чамаров — Ганга-мата, у сахариа — Калика, у наи — Нараини-мата, у кумхаров — Кубджика и Ситла, у раджпутов, мали, джогов, дхусаров, бадайя — Сирса-деви, у банджаров и коли — Седх-мата, у брахманов, сутхаров и дарзи — Амба, у бхилов, мина и грасиа — Калия-деви, у раджпутов — Карни-мата), многие рода раджпутов считают тех или иных богинь своими покровительницами (кул-деви). С шиваизмом-шактизмом (и частично вишнуизмом) тесно связаны тантризм и анимизм (в религиозном сознании большинства раджастханцев нет чёткой разницы между богинями и духами женского рода — чаще всего они представлены священными камнями или деревьями). У раджпутов, многих других групп и каст, и даже мусульман широко распространены культы памяти героев (особенно Гоги, Пабу, Рамдео, Мехи, Харбху, Теджа, Мамо и других), которые прославляются в песнях и сказаниях, и которым посвящены святилища, ярмарки и праздники. Также раджпуты и другие раджастханцы почитают память сати — женщин, совершивших одноимённый ритуал самосожжения, и превратившихся после смерти в богинь-покровительниц.
В шиваизме-шактизме существует несколько йогических направлений или сект. Джоги, в отличие от других индусов, не кремируют покойников, а хоронят их в «позе лотоса». На праздниках они проводят обряды жертвоприношения, за что получают вознаграждение, а также употребляют мясо и много спиртного (исповедуемая ими форма шиваизма близка к культам «зарегистрированных племён»). В другие дни джоги промышляют магией, шаманством и знахарством, служат жрецами как высоким, так и низким кастам. Натхи, сконцентрированные в юго-восточных округах Раджастхана, являются приверженцами учения индусской секты Сатнатх-пантх (Натх-сампрадая или Канпхата), близкой к тантризму и культам автохтонов. Йога натхов расходится с классической йогой Патанджали, из-за чего к ней негативно относятся ортодоксальные брахманы. По своему социальному статусу натхи занимают второе место вслед за брахманами (нередко они даже выше многих раджпутских родов), но принимают в свою секту членов любых каст и даже неиндусов. Ранее они были воинственными аскетами, насаждавшими силой свою версию шиваизма, а теперь основными занятиями натхов являются земледелие, скотоводство и служба в шиваитских храмах, за что они пользуются определённой частью приношений. По традиции, натхи носят священные ожерелье «рудракша» и тяжёлые серьги в ушах; как и джоги, он хоронят своих покойников на кладбищах, расположенных возле храмов Шивы.
Вторым после шиваизма течением индуизма в Раджастхане является вишнуизм, представленный главным образом в форме кришнаизма, зародившегося в области Матхуры. По одной из версий, арии первой волны восприняли кришнаизм от бхилов, а позже он был адаптирован в вишнуизм. В Раджастхане существует несколько сект вишнуитского и кришнаитского направления. Секта пуштимарга (валлабхачари или валлабха-симпрадая) сложилась на основе почитания чернокаменной стелы, перевезённой в XVII веке из Матхуры в Натхдвару, где и находится главный религиозный центр учения Валлабхи (также секта распространена в округах Удайпур, Джайпур, Алвар, Джодхпур, Биканер, Кота и Бунди). Среди адептов пуштимарги встречается немало богатых торговцев и ростовщиков, жертвующих средства храмам.
Небольшая вишнуитская секта бишнои, основанная в XV веке, фактически превратилась в эндогамную касту земледельцев. Она распространена среди джатов и включает некоторые предписания джайнизма, сикхизма и ислама. Бишнои поклоняются священным деревьям, в их рационе строго запрещены мясо и спиртное (другие запреты касаются курения и употребления опиума). Секта распространена главным образом в округе Биканер, а её главный религиозный центр расположен в Мукаме, где в храме Джамбхи служит жрец-садх. Жрецы вишнуитской секты Рамананд-сампрадая считают своим центром храм Радхакришны возле Байрата (округ Джайпур), где размещается и шивалингам с изображением лиц братьев Пандавов. Члены касты бхамби высоко почитают героя (пира) Рамдео, который выступает в роли инкарнации бога Кришны (мусульмане поклоняются ему как святому Рамшаху).

### Ислам

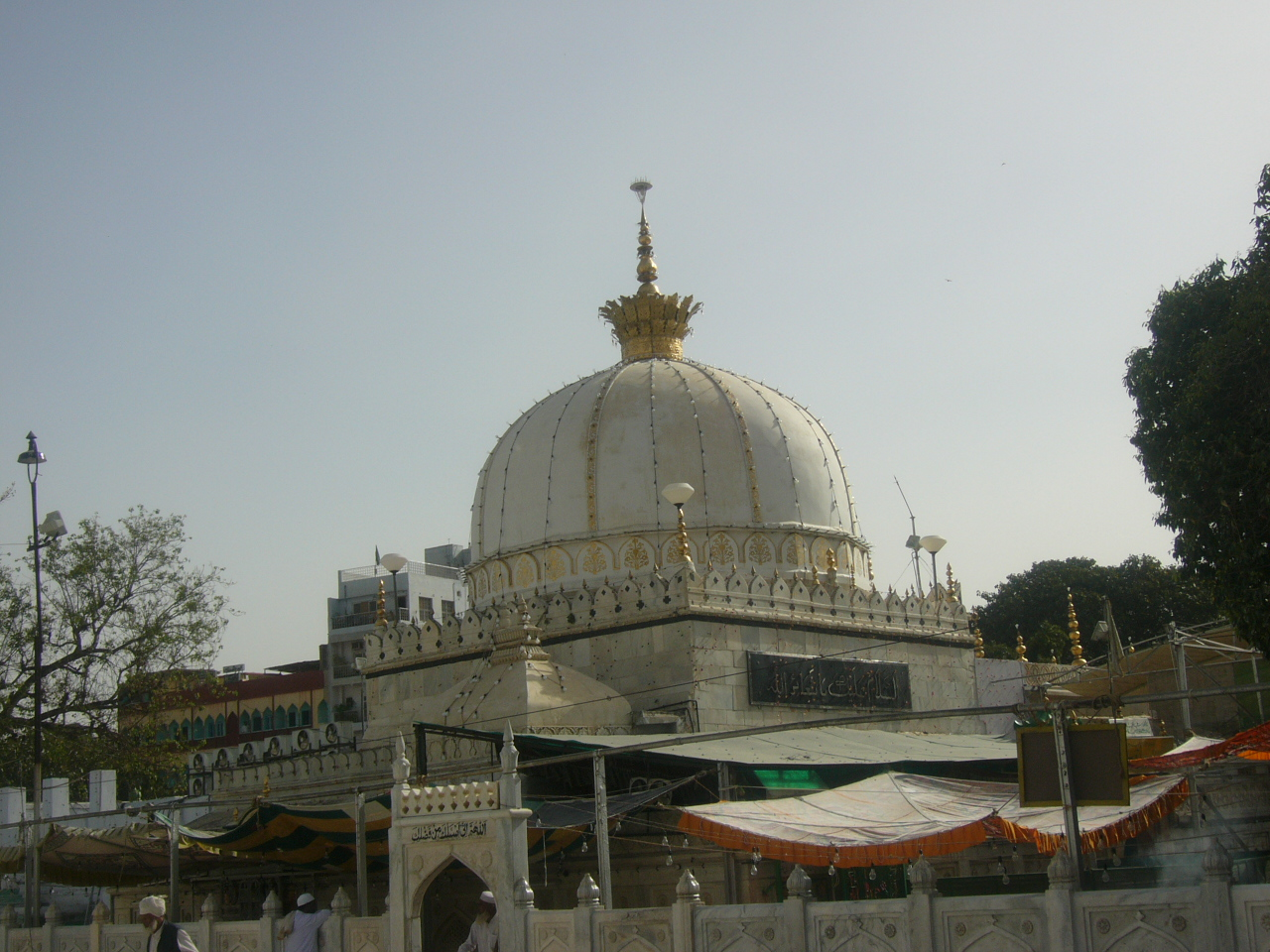
Гробница суфийского святого в Аджмере (2006)

Мусульмане сосредоточены в западной и северо-восточной (Алвар) частях штата. Основными занятиями мусульман являются земледелие, работы по металлу, изготовление фаянсовой посуды и браслетов, эмалировка. Хотя формально они не относятся к какой либо касте, но в смешанных деревнях фактически вливаются в кастовое общество (заселяют отдельный квартал или несколько соседних домов). Например, индусам запрещено принимать пищу и курить совместно с мусульманами, хотя они практически никогда не выполняют работы «неприкасаемых». Вообще в Раджастхане ислам (особенно некоторые секты) впитал в себя многие положения и традиции индуизма; например, многие мусульмане поклоняются могилам раджпутских пиров (героев-святых). Среди мусульман штата преобладают потомки тех раджастханцев, которые под давлением разных обстоятельств приняли ислам до XVIII века, и пришлых мусульман-ремесленников, приглашённых ко дворам раджпутских князей (особенно в Джайпур). Многие местные мусульмане в быту и ритуальной практике сохраняют черты и традиции индуизма.
Среди местных мусульман существует несколько течений и сект, что имеет давние исторические корни. В период движения бхакти из Гуджарата в Раджпутану проник исмаилизм (соединение исмаилизма с индуизмом породило движение «сатпантх» или «путь истины», также распространившееся из Гуджарата). В эпоху средневековья раджастханцам стал известен суфизм, в том числе существующий и поныне орден чишти (чиштие или чистиа). В XV веке в Раджпутане появилось сектантское учение махдизм (мессианство), один из проповедников которого некоторое время скрывался в Джайсалмере. При Акбаре (вторая половина XVI века), который покровительствовал чишти, многие индусы добровольно переходили в ислам, но во время правления Аурангзеба (вторая половина XVII века) государственная религия насаждалась силой, что обостряло вражду между общинами. Под влиянием брахманов принятие ислама индусами остро осуждалось, поэтому в течение XVIII—XIX веков число неофитов практически не росло. В начале 1980-х годов мусульмане составляли около 6 % населения Раджастхана. Сегодня среди торгово-ростовщических каст влиятельна исмаилитская секта бохра.

### Джайнизм

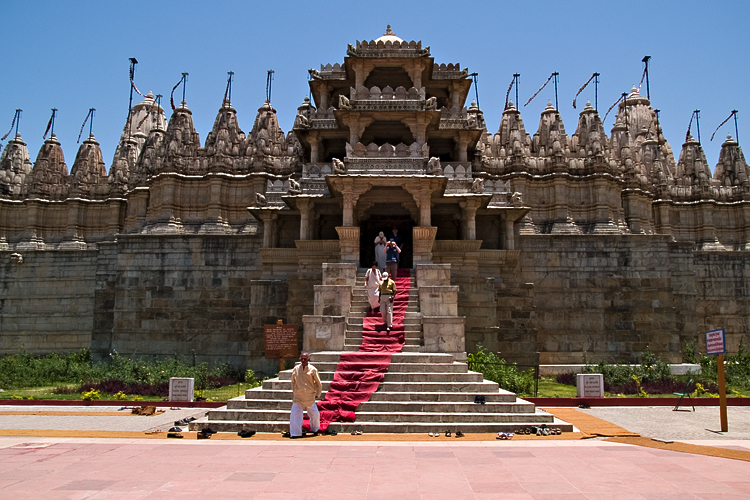
Джайнский храм в Ранакпуре (2005)

Джайны сконцентрированы в городах южного и западного Раджастхана, где составляют зажиточную верхушку общества. Среди них много торговцев и ростовщиков, а также ремесленников (фактически джайны признают деление на касты). Значительная часть коммерсантов-марвари по вероисповеданию — джайны. В эпоху раннего феодализма предприниматели-джайны активно расселялись по городам княжеств Раджпутаны (в частности, осваль-джайны из Северного Панджаба) и даже финансировали военные походы раджпутов, а после воцарения мусульман — субсидировали Великих Моголов, занимая при них ключевые посты в финансово-налоговых ведомствах страны. В начале 1970-х годов в Раджастхане насчитывалось более 500 тыс. джайнов. Большинство джайнов относится к ветви шветамбара («одетые в белое»), небольшая часть — к ортодоксальной ветви дигамбара («одетые в воздух»).

### Сикхизм
Сикхизм распространён преимущественно в среде джатов и панджабцев, в начале 1980-х годов в Раджастхане насчитывалось более 340 тыс. сикхов. Они активно принимают участие в таких индусских праздниках, как Холи и Дивали, но свои праздники, как правило, отмечают обособленно (за исключением главнейшего — Вайсакхи — дня создания сикхской воинской общины хальсы, который припадает на один из Новых годов индусов).
Кроме того, в начале 1970-х годов в Раджастхане насчитывалось более 30 тыс. христиан и около 3,6 тыс. буддистов.

### Культовые сооружения

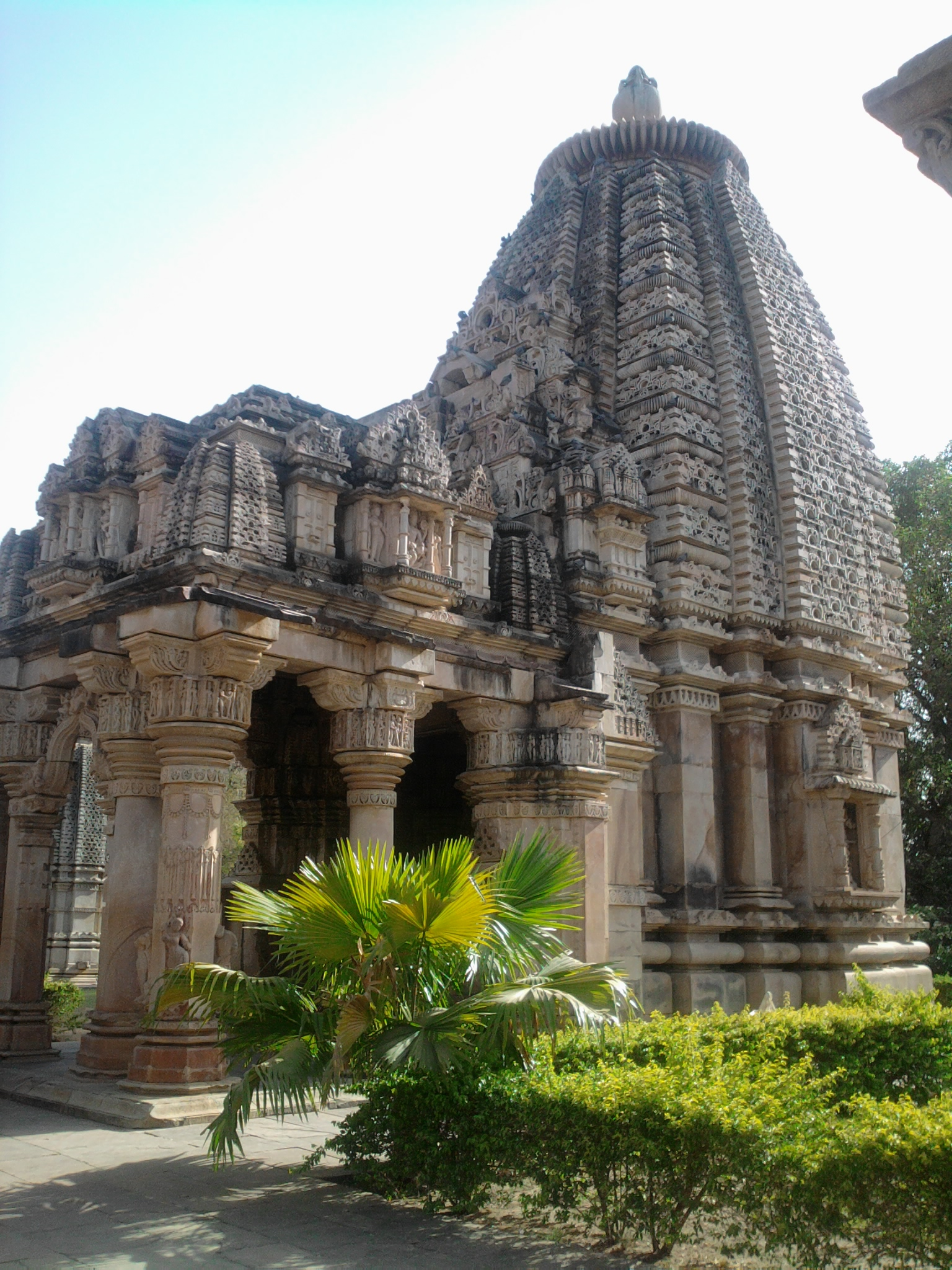
Храмовый комплекс в Бароли (2010)

Среди важнейших и высокопочитаемых культовых мест и сооружений штата выделяются священное озеро в Пушкаре (округ Аджмер), окружённое гхатами Вишну, Шивы и Савитри, священные озёра возле Кельвары (округ Кота) и в Колаяте (округ Биканер), индуистские храмы Шринатхджи в Натхдваре (округ Раджсаманд), Брахмы в Пушкаре, Шивы в Кьясаре (округ Джхалавар), Шивы-Банешвара и Вишну в Наватарпе (округ Дунгарпур), Карни-мата в Дешноке (округ Биканер), Говинда-деви в Джайпуре (округ Джайпур), Джагдиш в Удайпуре (округ Удайпур), Рани-сати в Джхунджхуну (округ Джхунджхуну), Джамбхи в Мукаме (округ Биканер), Кали-мата в Амбере (округ Джайпур), Шивы в Ачалгархе (округ Сирохи), Калия-деви в Калия (округ Савай-Мадхопур), Шитла-мата в Силь-ки-Дунгри (округ Джайпур), Радхакришны в Байрате (округ Джайпур), Шивы в Бханддевре (округ Кота), Абакери или Абханагари (округ Джайпур), храмовые комплексы в Эклингджи (округ Удайпур), Осиане (округ Джодхпур) и Бароли (округ Читторгарх), камни сати в Читторгархе (округ Читторгарх) и Джодхпуре (округ Джодхпур); гробница суфийского святого Хваджи Муин-уд-дина Чишти в Аджмере (округ Аджмер), гробница святого Хазрата Суджата Али в Шахпуре (округ Бхилвара), гробинца героя Гоги-джи в Гогамеди (округ Ганганагар), мечеть Джама Масджид в Джайпуре; джайнские храмовые комплексы на горе Абу (округ Сирохи) и в Ранакпуре (округ Пали), джайнские храмы в Кумбхалгархе (округ Раджсаманд), Осиане, Биканере (округ Биканер) и Лодурве (округ Джайсалмер); сикхская гурдвара в Пушкаре.

## Культура, искусство и быт
Раджастханцы внесли большой вклад в культурный фонд Индии — широко славятся местная архитектура, богатейший фольклор, художественные ремёсла, особенно миниатюра. Культура современных раджастханцев несёт на себе заметный отпечаток кшатрийско-раджпутского влияния, ведь раджпуты поддерживали развитие местной культуры, обогащали её. Традиционная культура наиболее устойчиво сохраняется в западных пустынных округах штата, а также в восточных и северо-восточных областях. Искусство штата условно делится на городское (придворное) и сельское (народное). Главными видами городского искусства являются архитектура (форты, дворцы и храмы) и живопись (прежде всего раджпутская миниатюра). Важную роль играют такие формы народного творчества, как песни, музыка, танцы и передвижные театры. Широко известны странствующие исполнители баллад и сказаний (бхопа), народных танцев (дандиа, качхи-гхори, бхаваи, гаури, джумар, гидар, индони, гингад, тератали, гхумар, гхаир, гер, чанг и гарва), уличных кукольных представлений (катхпутли).
Наиболее примечательными образцами так называемого «раджпутского» стиля архитектуры являются обсерватория Джантар-Мантар, дворцы Хава-Махал и Чанд-Махал в Джайпуре, дворцы Джаг-Мандир и Джаг-Нивас в Удайпуре, крепости (форты) Амбер и Нагаргарх в Джайпуре, Мехрангарх в Джодхпуре, Читор в Читторгархе, а также крепости Нагаура, Джайсалмера, Биканера и Бхаратпура, башни Джай-Стамбха и Кирти-Стамбха в Читторгархе, деревенские дома-крепости раджпутов. Раджпутская миниатюра (особенно её меварская, бундийская и пахарская школы) считается наиболее известной формой индийской живописи и наряду с архитектурой является предметом заслуженной гордости раджастханцев. Также в штате широкое развитие получили такие формы народной живописи, как ритуально-магическая роспись стен, нанесение ярких картинок на полотнища ткани, которые служат декорациями странствующих артистов или храмовыми завесами (пиччхваи), изготовление красочных панно из ткани, которыми украшают стены жилищ, нанесение картинок на стекло и даже роспись тел верующих (например мехнди — нанесение ритуальных узоров на руки женщин).

### Обычаи и ритуалы

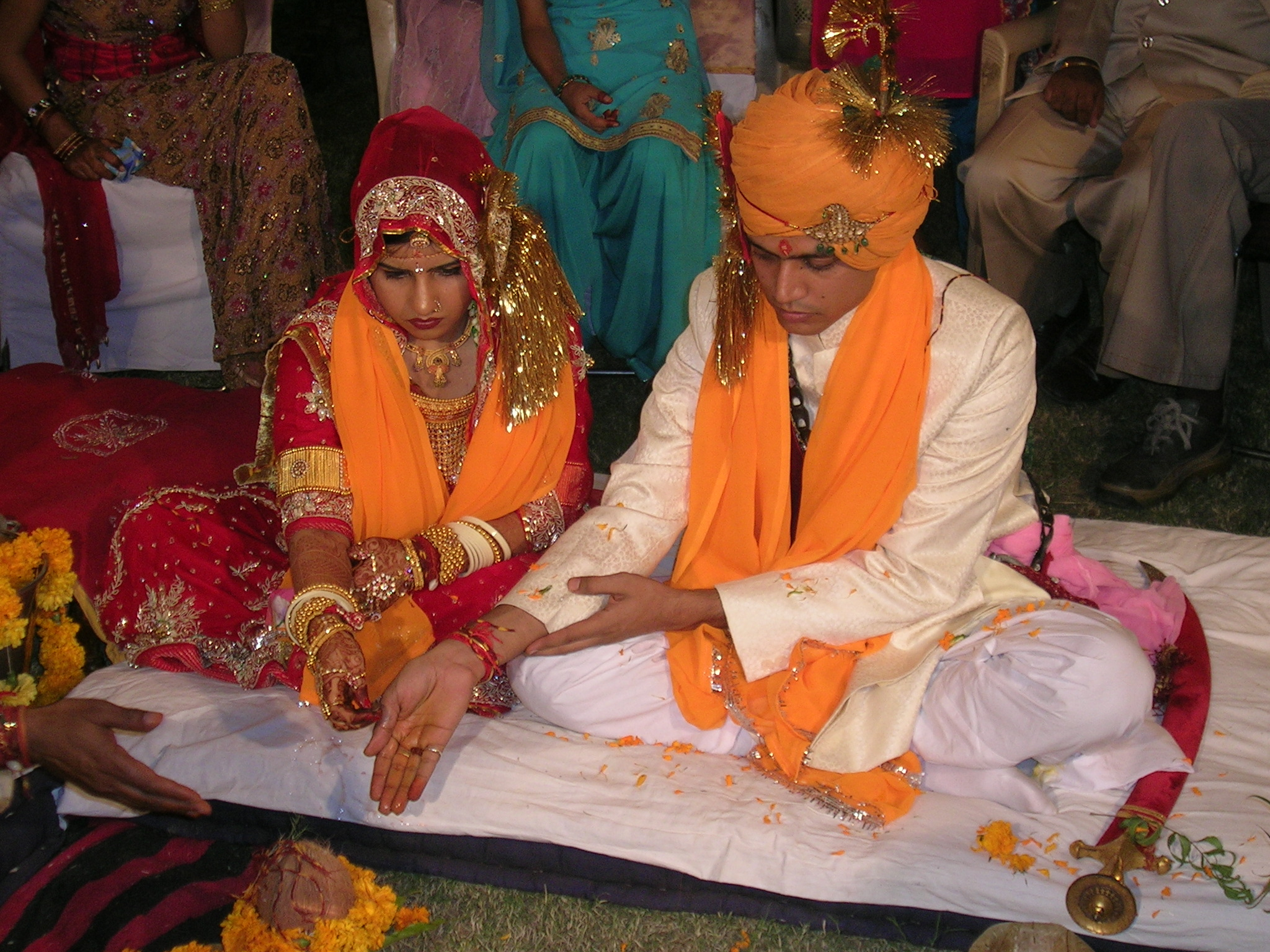
Свадебная церемония раджпута, 2006 год

Традиции и обычаи, а также проведение обрядов и церемоний у жителей Раджастхана заметно разнятся. Фактором сближающего начала выступает индуизм, значительно влияющий на все стороны жизни населения (даже исповедующего другую религию). Кроме того, похожие черты наблюдаются у высоких сословий и «чистых» каст с одной стороны и у «неприкасаемых» и племён с другой. Главные обрядовые циклы связаны с бракосочетанием, рождением и воспитанием ребёнка, похоронами человека. В высоких и средних кастах родители договариваются о браке, когда детям ещё не исполнилось семь лет (часто, при условии рождения разнополых детей, могут дать обещание поженить и ещё неродившихся); джаты, гуджары и ахиры обычно выдают девушек замуж в возрасте 16 — 18 лет. Поиском «второй половинки» по поручению родителей занимается брахман или член касты наи (сваты ищут преимущественно в других деревнях, но среди своей касты или сословия). Семья невесты согласно договорённости даёт приданое, а у ряда низких каст и племён (бхилов, грасиа, санси, канджаров, мали, наяков), а также у части раджпутов наоборот за девушку вносится выкуп. В дни, утверждённые жрецами и астрологами, происходят как важные обряды утверждения жениха («тика») и извещения семьи жениха официальным письмом («лаган»), так и сама свадьба («вивах» или «шади»). У низких каст свадьбы нередко проводятся в тот же день, что и у их хозяев или работодателей (не играют свадеб только в сезон дождей). Высокие и средние касты устраивают свадьбу в доме родителей невесты, а богатые горожане предпочитают рестораны или банкетные залы отелей. Важной церемонией является приём процессии жениха («барат»), невесту к жениху выводит брат её матери. В день свадьбы на руки и стопы невесты наносят узор красного цвета (у некоторых каст — и на лицо), а во время венчания, которое проводится ночью перед огнём, в крыло носа продевают золотое кольцо. Самой главной церемонией венчания считается «пхера» — обход женихом и невестой огня (у некоторых племён — шеста) по часовой стрелке.
У «неприкасаемых» и «зарегистрированных племён» все свадебные обряды носят упрощённый характер, сватовство происходит через старосту деревни и старейшин касты (среди главных церемоний — приношение жертв божествам, выплата выкупа отцу невесты и само венчание). У некоторых коренных народов (например, у бхилов) сохранился обычай похищения невесты. Во время «пхеры» невеста ведёт жениха вокруг огня (у высоких каст — жених, у средних — по очереди). Брахманы-пушкарна совершают все свадьбы, намеченные на данный год, в один день. У всех групп раджастханцев после свадьбы невеста уходит за мужем в дом его родителей. Кроме раджпутов и брахманов у всех других групп населения разрешены разводы и вторичное замужество вдов и разведённых женщин (у некоторых племён и каст разрешён даже выкуп жены у супруга или уплата большого штрафа за жену, которая ушла к другому без развода). При бездетности или неспособности родить сына некоторые мужчины, несмотря на официальный запрет, приводят в дом вторую жену. Ранее многие раджпутские князья имели большие гаремы (в 1949 году из них было освобождено около 60 тыс. женщин). Кроме того, у раджпутов бытовали страшные обычаи самосожжения вдов (сати и джаухар) и убийства нежелательных девочек-младенцев (с помощью макового отвара или крепкой настойки табака), которые в независимой Индии постепенно удалось искоренить (власти преследуют даже за принуждение к обриванию вдовой головы). За измену в браке женщину бьют (иногда с довольно серьёзными травмами), а мужчину подвергают различным унижениям (обривают голову, усы и бороду, мажут лицо сажей, возят вехом на осле, разрешая наносить удары его обувью).
Бесплодие лечат посвящённые знахари из племён и низких каст, а если это не помогает — часто используют магию, заговоры, амулеты и кровавые жертвоприношения богиням-матерям. При наступлении беременности (особенно у женщин из высоких каст) в семье строго соблюдают ряд табу и учитывают различные приметы. Например, запрещены интимная близость с мужем после семи месяцев беременности, использование косметики, нельзя покидать дом в полдень и сумерки, переходить через реку, ходить там, где лежали свиньи или осёл, смотреть на Солнце и Луну во время затмения, после восьми месяцев беременности стричь ногти и переплетать косу. В период беременности в доме проводятся различные ритуалы и обряды («аграхни», «чхатхи» и другие), к беременной женщине нужно подходить с улыбкой и одаривать её мелкими подарками. Роды, которые считаются оскверняющим актом, принимают акушерки из числа «неприкасаемых» (преимущественно наи или мегхваль) и старшая женщина семьи. Послед и пуповину мальчика зарывают в углу дома, хлева или сада, а девочки — выбрасывают подальше от деревни (рождение мальчика всегда сопровождается празднованием и одариванием окружающих). После рождения ребёнка проводятся церемонии жертвоприношения воде («джальпуджа»), Солнцу, богиням и различным духам, совершаются обряды очищения («нахаван») дома и ритуального омовения роженицы и членов семьи. Связанные с родами вещи выбрасывают, а из посуды кормят корову; матери дают отвар «даш муль» для укрепления её генитальных органов. В первые месяцы проводится церемония выбора имени («намдан»), мальчикам в знак причисления к индусам стригут волосы, оставляя на затылке одну прядь («мундам»), девочкам протыкают мочки ушей и крыла носа.
Мусульмане Раджастхана всё чаще вводят в свои обряды заимствования из индуизма. Они платят выкуп за невесту, празднуют свадьбу так же, как соседи-индусы, муж уводит молодую жену из родительского дома (только церемонии «пхеры» у них нет). Для мужа-мусульманина развестись легко, если же женщина ушла к другому, то этот мужчина обязуется выплатить мужу часть выкупа; вдовы и разведённые женщины могут вновь выйти замуж. Роды, как правило, проходят в доме родителей жены. Перед возвращением жены с новорождённым в дом к мужу ребёнку сбривают волосы и угощают гостей мясом жертвенной козы. Мать также, как и у индусов, проходит обряды очистительных омовений; в доме родителей жены торжественно празднуется первая годовщина рождения ребёнка; также торжественно, но уже в доме мужа, проходит обрезание мальчиков («кхатна»), достигших 4-х или 5-летнего возраста.

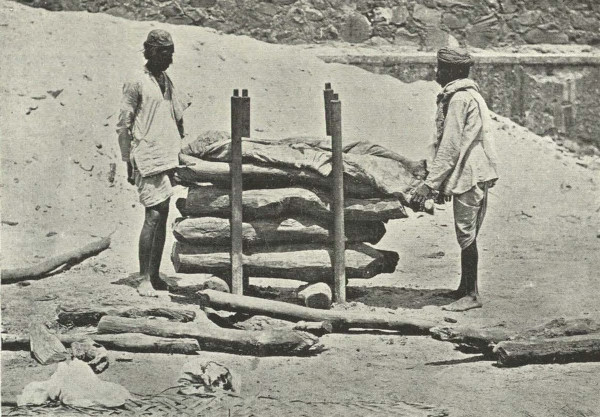
Кремация индуса, 1905 год

Важным обрядом у индусов страны из высоких и средних каст считается посвящение мальчиков («упанаяна»), после чего они имеют право носить священный шнур («яджнопавит»). Но в Раджастхане ещё в средневековье раджпуты практически отошли от «упанаяны», которая сохранилась только у брахманов (в полном объёме) и князей (да и то как часть брачной церемонии). Очень важны для раджастханцев погребальные обряды. В деревне вокруг умирающего, которого кладут на пол и смазывают его лоб илом с берега священного водоёма, делают круг из коровьего навоза и приводят в комнату корову, которую он, по возможности, должен подержать за хвост. После смерти тело омывают, смазывают пастой из куркумы и одевают в чистые одежды. В сопровождении плакальщиц укрытого саваном покойника на носилках относят к месту кремации («шмашан»). Богатые родственники делают многоярусные погребальные костры с добавлением сандала, бедняки — небольшие костры с кизяком. В руки умершему вкладывают шарики из теста, все узлы его одежды и священный шнур развязывают, огонь к костру подносит обычно сын. У почти догоревшего тела разбивают череп, чтобы «душе было легче покинуть плоть» (похоронные ритуалы при кремации совершает особая низкая каста маха-брахманов). На третий день после кремации родственники собирают прах, который должен быть опущен в воды Ганга или озера Пушкар. В земле хоронят умерших от проказы и оспы, маленьких детей, а также джогов, натхов и последователей культа героя Рамдео. После 12 дней траура, во время которого следует сбрить волосы и не разводить в доме огонь, устраивается поминальная церемония, приносятся жертвы духам предков и проводятся обряды очищения (у большинства групп раджастханцев поминки повторяются через полгода и год после смерти).

### Праздники

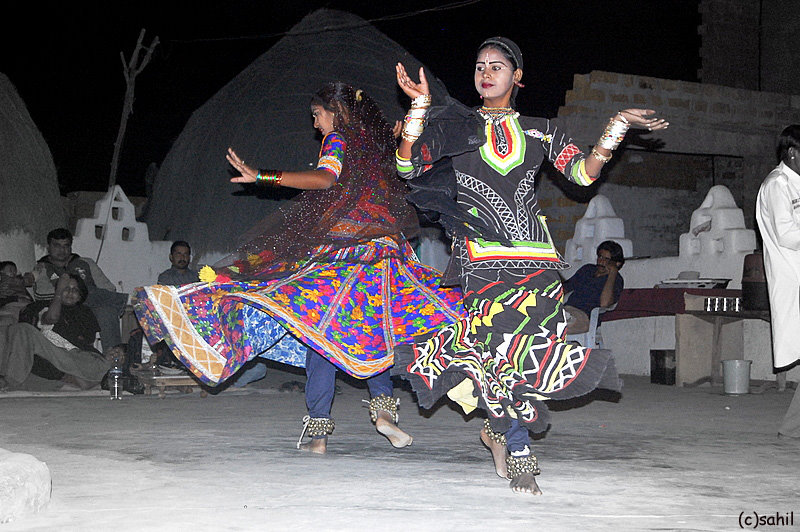
Народные танцы Раджастхана (2008)

Праздники и ярмарки имеют большое религиозное, культурное и экономическое значение в жизни раджастханцев, они играют значительную роль в процессе социальной интеграции населения штата. Все праздники в той или иной степени привязаны к главенствующему индуизму. В торжествах высоких каст в разной степени участвуют члены многих других каст, в то время как праздники низких каст или отдельных сект отмечаются лишь их членами. Привлечение к участию в праздниках и ярмарках изолированных племён и каст способствует процессу их «индуизации». Кроме того, в больших религиозных праздниках индусов, джайнов или мусульман принимают участие и другие общины данной местности. Члены низких каст и племён в праздничные дни обильно употребляют алкогольные напитки, а женщины из высоких каст нередко постятся. Вообще женщины как основные хранительницы религиозно-ритуальных традиций, связанных с обрядовой жизнью, играют важную роль в подготовке и проведении любых праздников. Из 140 ежегодных индуистских праздников в штате отмечают около полусотни (около 30 из них имеют общеиндийское значение, а около 20 — распространены преимущественно в Раджастхане и соседних штатах); они делятся на шиваитские, шактийские, вишнуитские, посвящённые героям и святым.
Праздник Маха-Шиваратри («Великая ночь Шивы») особенно широко отмечается в южных и юго-восточных округах штата, а также среди «зарегистрированных племён», низких каст и раджпутов (в северных и северо-восточных округах, где много джатов, Шиваратри отмечается менее активно). Главным местом проведения праздника является деревня Кьясара (округ Джхалавар, где хранится высокочтимый шивалингам. Посвящённый Гаури, супруге Шивы, Гангор (Гангаур) считается одним из самых больших женских праздников всех каст. Рама-навами (Рам-науми или Рам-навми, он же — «День рождения Рамы») выделяется совместным вкушением прасада членами разных каст. Праздник Басора (Басиаура или Ситла-саптами) посвящён богине Ситле, насылающей оспу и спасающей от неё, а также другим богиням-матерям (этот праздник отмечают также джайны и мусульмане). Вайсакхи (Байсакх, Байсакх-санкранти, Бишу или Басоа) считается одним из Новых годов индусов и сикхов (другими днями Нового года являются Шравана-санкранти, Саир-санкранти и Магх-санкранти).
Акха-тидж (Акшайя-трития) считается главным праздником всех земледельческих каст, а у части населения он отмечается как Новый год (кроме того, на этот период приходится много свадеб, крестьяне почитают волов, гадают об урожае и погоде). Ракша-бандхан (Ракхи-бандхан, он же — «Праздник повязывания защитного амулета») посвящён братско-сестринской любви и дружбе. Праздник плодородия Нагапанчами (Наг-панчми или Пачхаи) посвящён богу змей Шешнагу и особенно популярен среди племён, низких каст и обслуживающих их брахманов (и в первую очередь среди джогов, многие из которых — заклинатели змей). Древний праздник Ришипанчами (Риши-панчми) посвящён кровнородственным связям и отмечается преимущественно членами высоких каст. Ганеша-чатуртхи (Ганеш-чаутх или Бахура) является праздником женщин из высоких каст, которые молятся о здоровье и благополучии своих мужей. В наступающем вслед за ним празднике Тинччхатхи (Убаччхатх) женщины просят у богинь-матерей покровительства сыновьям и почитают Луну.
Праздник Наган-ки-пуджа (Девата) посвящён богиням змей и отмечается главным образом джатами, которые просят защитить свой молочный скот. Кришна-джанмаштами (Кришна-аштми или Джанм-аштми, он же — «День рождения Кришны») празднуется всеми индусскими кастами и группами, но особенно ярко — пастухами-ахирами. Во время скотоводческого праздника Маль-пурнима дают отдохнуть волам и украшают коров. Праздник Наваратри (Наваратра, Науратра или Дасера) посвящён богиням-матерям (в основном Дурге) и покровителям воинов, он широко отмечается раджпутами, брахманами и другими высокими кастами, но также популярен и у всех остальных групп индусов (члены племён и низких каст во время праздника употребляют много спиртного). Крестьяне отдельно от высоких каст предаются магическим обрядам, гадают и поклоняются орудиям своего труда, раджпуты — боевому оружию, канджары — охотничьему. Дивали (Дипавали или Дипмалика) посвящён богине Лакшми и возвращению Рамы в Айодхью, во время праздника молят о достатке и почитают домашний скот.

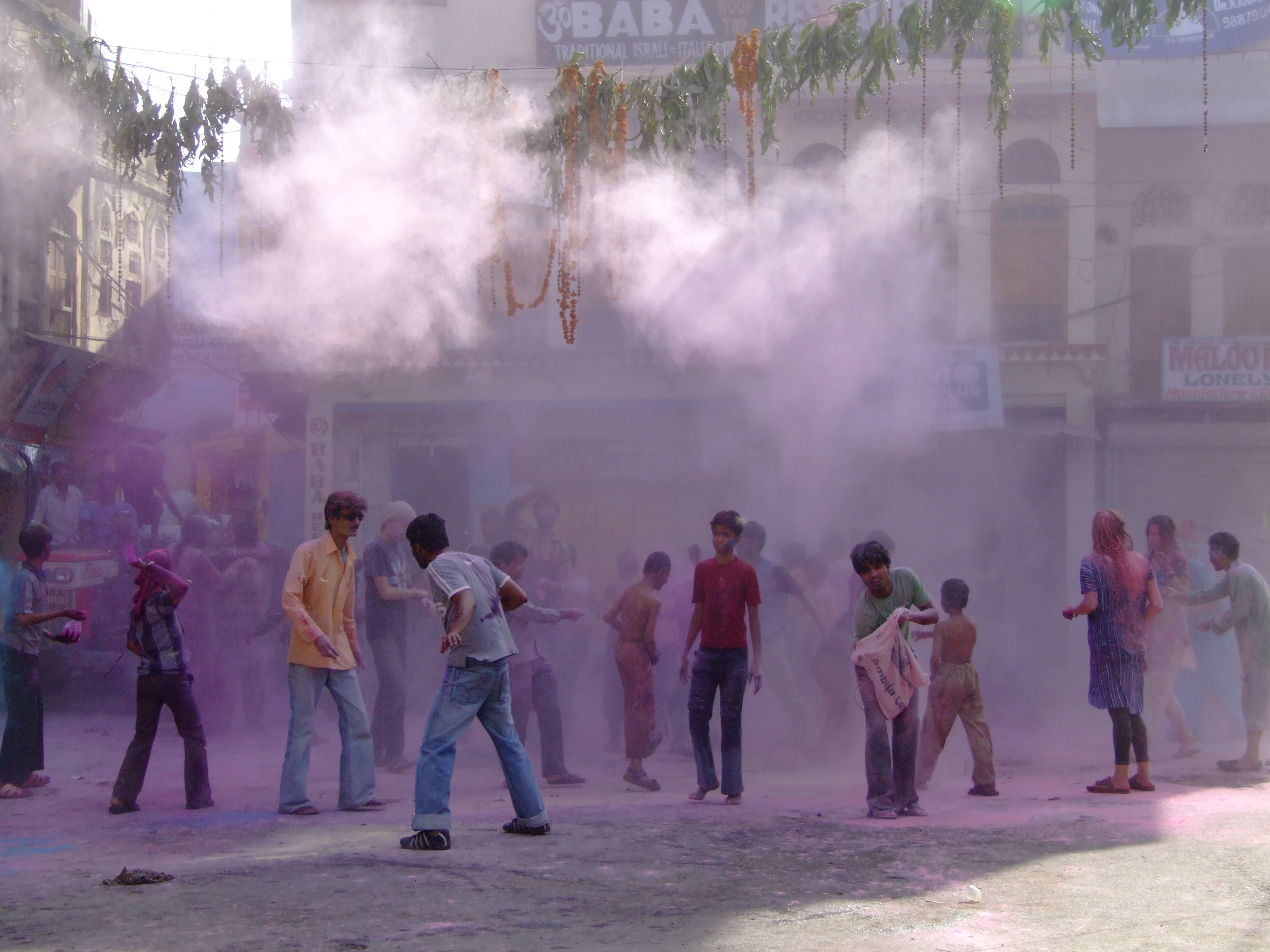
Праздник Холи в Пушкаре (2008)

Сельскохозяйственный праздник Васанта-панчами (Васант-панчми или Басант-панчми) знаменует скорый приход весны и сопровождается шумным весельем, но самым ярким праздником является древний Холи, тесно связанный с магией плодородия. Его отмечают сжиганием чучела ракшаси Холики, поливанием и посыпанием друг друга красками, а также распеванием непристойных песен и исполнением откровенных танцев, домогательствами мужчин к чужим женщинам, поколачиванием мужчин, которые отказали женщинам в близости, что связано с эротизмом кришнаизма. Холи считается самым демократичным из индуистских праздников, поэтому взаимное общение не ограничивается кастовыми и религиозными рамками. Но многие раджастханцы (бхилы и члены низких каст) в отличие от вишнуитов почитают Холи как богиню. Крупными женскими праздниками являются Сомари-амавасья («Безлунный понедельник»), Саван-ки-тидж и Вачаварас.
Мусульмане штата широко отмечают праздники Мухаррам (особенно в Джайпуре, где к ним присоединяются многочисленные индусы, в том числе члены княжеской семьи) и Урс (посвящён памяти суфийского святого Хваджи Муин-уд-дина Чишти, когда в Раджастхан стекаются сотни тысяч паломников), а также традиционные Ид аль-Фитр и Ид аль-Адха.
Большую роль в экономике Раджастхана играют ярмарки, которые часто приурочены к различным религиозным праздникам и проводятся возле известных храмов и святилищ. На ярмарки съезжаются торговцы и паломники не только со всех областей штата, но и из других регионов Индии. Сама торговля, как правило, начинается во второй половине дня, после молений, храмовых процессий, священных омовений и других ритуальных действий. Самая массовая ярмарка проходит в Пушкаре, вокруг одноимённого священного озера, которое почитается как одна из пяти величайших тиртх страны. Уже в XVII веке эта ярмарка была крупнейшей во всей Северо-Западной Индии, здесь продают зебу, верблюдов, овец и коз. Ярмарка, проходящая в Парбатсаре (округ Нагаур), специализируется на молочном скоте и посвящена памяти высокочтимого у джатов героя Теджа. Вблизи города Покарана (округ Джайсалмер) проводится ярмарка домашнего скота, посвящённая памяти героя Рамдео (его приверженцами являются раджпуты из рода Томар, многие члены каст «неприкасаемых» и мусульмане из Раджастхана, Гуджарата и Махараштры). Ярмарка, посвящённая памяти героя Гоги, проходит в деревне Гогамеди (округ Ганганагар), возле его надгробия в местной крепости, переделанной в XI веке в мечеть (Гога-джи очень популярен у индусов и мусульман Раджастхана и Уттар-Прадеша).

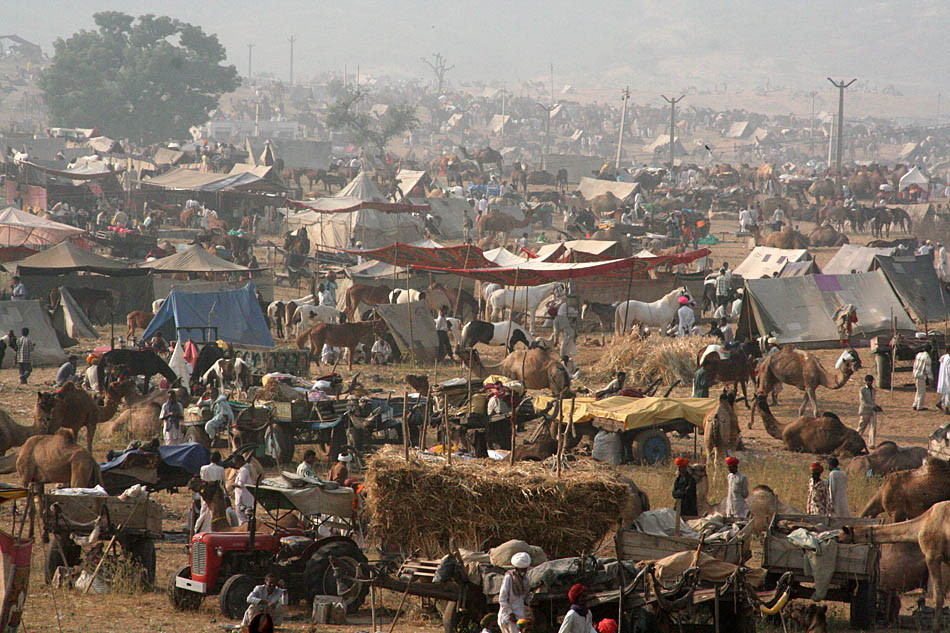
Ярмарка в Пушкаре (2006)

В деревне Калия (округ Савай-Мадхопур) проводится очень популярная ярмарка, посвящённая богиням Кайле (Калия-деви, Бхавани-деви или Махалакшми) и Чамунде. В деревне Силь-ки-Дунгри (округ Джайпур) проходит не менее многочисленная ярмарка, посвящённая богине Шитла-мата (Ситла); ярмарка в деревне Наватарпе (округ Дунгарпур) связана с популярным у бхилов праздником Шивы-Банешвара («Владыки леса»); ярмарки в Дешноке (округ Биканер) связаны с праздниками богини Карни-мата (она является покровительницей раджпутских князей из рода Ратхор); ярмарки в деревне Мукам (округ Биканер) посвящены памяти Джамбхи (Джамбхешвары) — основателя секты бишнои; ярмарка в городе Колаят (округ Биканер) посвящена памяти мудреца Капила Муни. Вблизи деревни Кельвара (округ Кота), где расположены четыре священных озера, устраивается ярмарка «Ситабари», посвящённая памяти Ситы. Ярмарка «Банганга» проходит возле города Байрат (округ Джайпур), где расположен священный источник, образовавшийся по легенде на месте падения стрелы Арджуны. Вблизи Джайпура, возле известного джайнского храма проводится ярмарка, посвящённая памяти тиртханкара Махавиры (на неё стекаются джайны со всего Раджастхана и других штатов Индии). В Аджмере в день праздника Урс проходит многолюдная ярмарка, посвящённая памяти святого Чишти (на неё съезжаются и мусульмане, и индусы из разных уголков Индии и даже Пакистана).

### Жилище
Полиэтничный и поликастовый состав населения Раджастхана существенно повлиял на характер планировки деревень и жилищ. Каждое многокастовое селение чётко делится на кварталы и улицы, населённые представителями определённых групп. Эта же традиция диктует и взаиморазмещение кварталов («кастовых посёлков») и отдельных домов, например, определяет на каком расстоянии должны находиться жилища высоких каст и «неприкасаемых». Даже сейчас, когда власти строят посёлки для расселения «зарегистрированных каст», они вынуждены считаться со мнением соседних поликастовых поселений об отдалённости новых соседей. Строгие кастовые регламентации до сих пор определяют тип жилища для каждой конкретной варны и подгруппы, его размер, материал для стен и крыш, наличие цоколя, ограждённого двора и пристроек, планировку деревень, расположение определённых кастовых кварталов по отношению к храмам, водоёмам, дорогам, мостам и другие нюансы. Чем выше социальный статус касты, тем ближе она селится к брахманам и тем дальше от «неприкасаемых», которые, в свою очередь, должны селиться на окраине, возле места кремации трупов (санскритское слово «антевасайин», обозначающее члена низшей касты, буквально значит «житель окраины деревни»). Если деревня монокастова или моноэтнична (таких в штате значительно меньше), то все дома в ней однотипны, и все жители имеют равные права на пользование храмом, колодцами, дорогами и мостами. Отдельные поселения определяются словом «абади», а внутридеревенские кастовые и сословные кварталы, как и однокастовые деревни — «дхани» или «тхок».

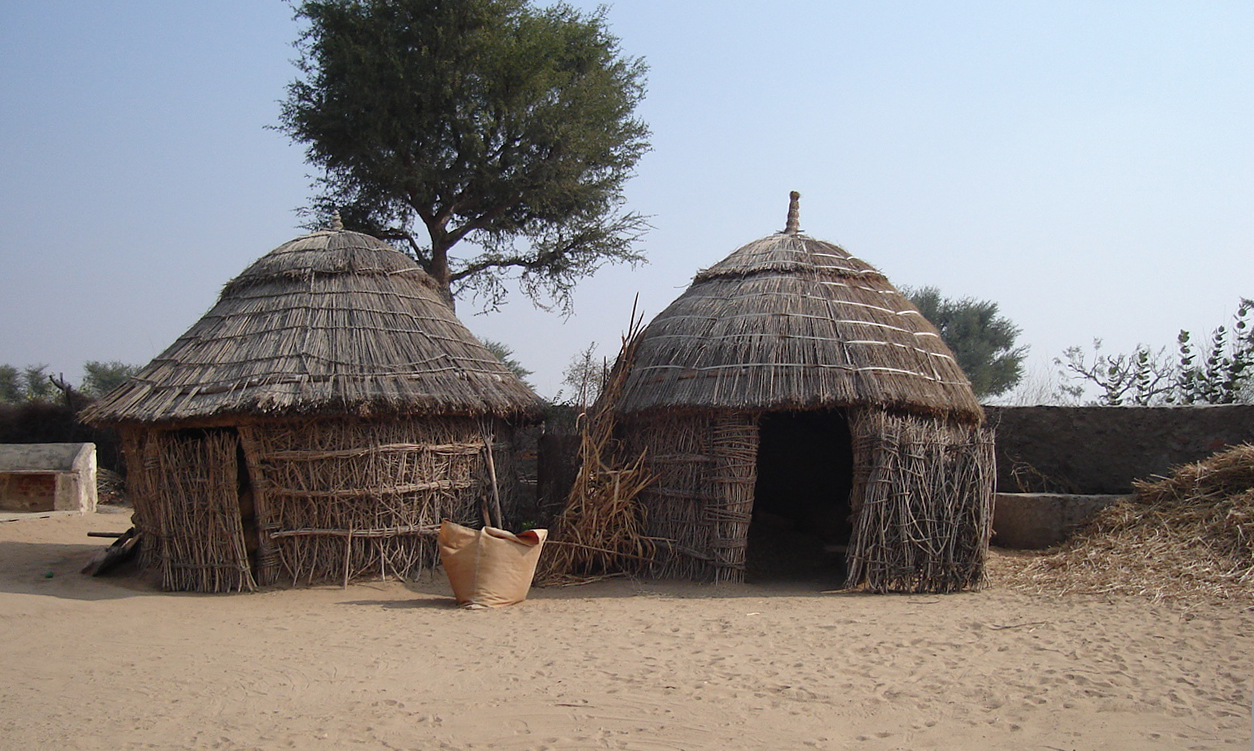
Хижины в пустыне Тхар, 2006 год

В большинстве деревень штата дом крупнейшего землевладельца, как правило раджпута или джата (за исключением брахманов-землевладельцев), расположен в центре и представляет собой небольшую крепость или укрепление, а само поселение окружено стеной или ограждением из внешних стен окраинных домов. Жилища мусульман сгруппированы в отдельный квартал, но если крупнейшим землевладельцем смешанной деревни является мусульманин, то его дом не играет роли административного центра. У многих групп населения (бхилов, сахариа, ахиров, части раджпутов) сохраняются «мужские дома». Строительный материал для возведения домов делится на два основных типа — более распространённый качча (глина, земля или сырцовые кирпичи) и более дорогой пакка (обожжённые кирпичи). Также в сельской местности встречаются жилища из обтёсанных кусков камня или с каркасно-жердевыми стенами, забитыми глиной. В засушливых западных областях преобладают плоские крыши, на востоке и юге штата — двускатные. Передняя комната (байтхак) или веранда играет роль гостиной для мужчин, а значительная часть хозяйственно-бытовой деятельности женщин протекает на заднем дворе или галерее.
В городах традиционные дома больших семей возводятся вокруг внутреннего двора, окружённого галереями, а на улицу выходят балконы. И в деревнях, и в городах внешние стены жилищ нередко украшают красочной росписью. Жилища богатых и знатных людей (раджпутов или марвари) именуются хавели. На равнинах (особенно в пустынной зоне) дворы обносят каменными или глиняными заборами, иногда делают ограды из колючих кустарников. Группы лесных племён строят стены из вертикальных жердей, заплетённых тростником или расщеплённым бамбуком, а крыши кроют листьями. В южной части Раджастхана повсеместно встречаются архаичные круглые дома (джонпа, джонпра или джопда), в которых покатая соломенная крыша крепится на центральном столбе. Их делают как глинобитными, так и из сырцового кирпича или камня. В любом доме местоположение очага сакрально и приближение к нему члена низкой касты строго запрещено (у более высоких каст очаг расположен на заднем дворе). Загоны для скота строят как со стенами, так и без, в виде навесов; во втором случае они бывают или пристроенными к дому (тибари), или стоящими отдельно во дворе (гадаль).

### Одежда
Кастовые регламентации строго определяют тип одежды, ткани и даже характер наносимого орнамента. Для традиционной одежды характерно сочетание сшитых и несшитых деталей (первые составляли основу пришлых народов, начиная с ведийских ариев, вторые — автохтонов). Основу мужского костюма составляют длинная белая рубаха без ворота (ангаркхи) или с невысоким воротом, удлинённый жилет, короткий кафтан с поясом (у среднего класса — из одноцветной хлопчатобумажной ткани), короткая куртка с длинными узкими рукавами (пасабандха кедию), приталенная длинная куртка со стоячим воротом (шервани), набедренные дхоти (традиционны в деревнях и у брахманов) и лунги (в основном у джатов и мео), штаны (пайджама и чуридар), тюрбан (пагри и сафа), шаль (лёгкая лохи или плотная камбаль) и шарф (ангоча или паччхеора), а также кожаные туфли или сандалии (бедняки обуви не носят, а брахманы вне дома пользуются деревянными сандалиями). В XX веке широкое распространение получили европейские костюмы, рубашки, шорты, футболки, кроссовки и резиновые «вьетнамки».
Женщины более привержены традиционной одежде, но она имеет некоторые отличия среди разных кастовых и этнических групп. Женская одежда раджастханок очень яркая, часто украшенная вышивкой и блестящими элементами. Основой женского костюма являются сари, яркая широкая юбка (гхагра, гхагара или лехнга), известная у нас как «цыганская», короткая нагрудная кофточка с небольшими рукавами (канчли или чоли), шаль (лугра, лунгда и одхни), свободного покроя кофта с длинными рукавами (ангаркхи), длинная кофта без рукавов с глубоким декольте (курти), короткая широкая кофта (забла), узкие штаны (кхусни и сальвар), характерные для племён, и подвязной кошель с вышивкой (кхори). Мусульманки носят паранджу и широкие штаны, присобранные у щиколоток. Наиболее распространённой обувью являются кожаные туфли на низком широком каблуке и с загнутым к верху острым носком, появившиеся в эпоху мусульманского владычества (в деревнях и среди низких каст многие женщины до сих пор обходятся без обуви).

### Художественные ремёсла

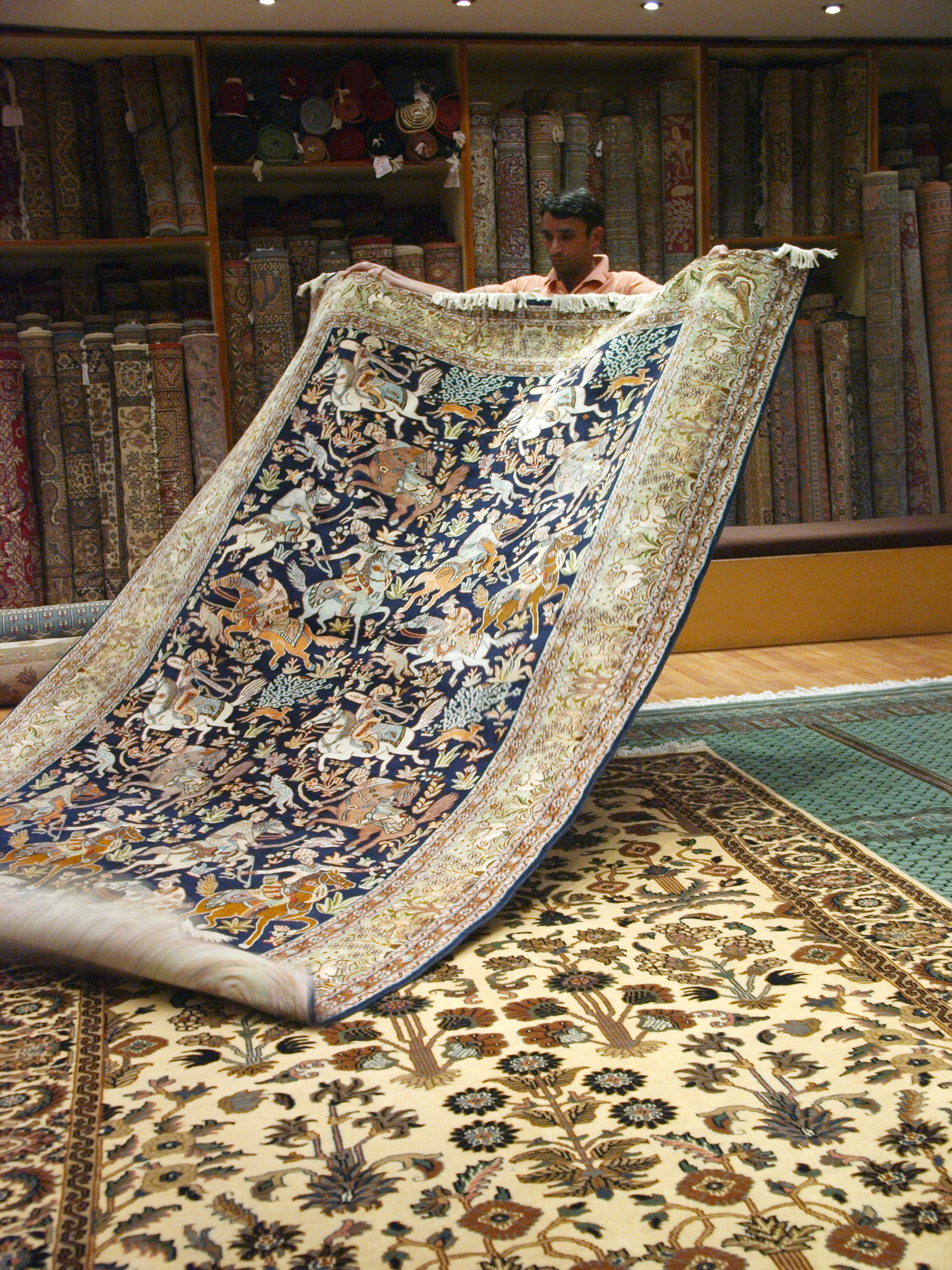
Джайпурские ковры, 2008 год

Раджастхан славится на весь мир разнообразием и уникальностью своих художественных ремёсел. Наиболее популярны цветные хлопчатобумажные ткани из Джайпура, Удайпура, Джодхпура и Джайсалмера, ворсовые ковры из Биканера, Джайпура и Аджмера, керамика из Джайпура, Алвара, Коты и Биканера, эмальерные изделия (минакари) из Джайпура и Биканера, чеканные изделия (куфткари и тайнишан) из Алвара и Джайпура, деревянные лакированные изделия из Джодхпура, лакированные изделия из верблюжьей кожи из Биканера, мраморные фигуры из Джайпура, огранённые камни (прежде всего изумруды) из Джайпура, а также покрывала, скатерти, вышивка, одеяла, паласы, сувенирное холодное оружие, бронзовые фигурки богов и мифических персонажей, гравированная медная утварь, изделия из слоновой кости, стеклянные и лаковые браслеты, ювелирные изделия. С упадком раджпутских княжеств спрос на дорогие художественные изделия местных мастеров резко упал, но последовательная поддержка властей (как страны, так и штата) и туристический бум помогли сохранить многие уникальные стили и виды народного творчества.